# Sous-marin
Pour les articles homonymes, voir Sous-marin (homonymie).
Cet article traite des sous-marins habités. Pour les robots sous-marins, voir Robot sous-marin autonome. Pour les véhicules sous-marin téléguidés, voir ROV.

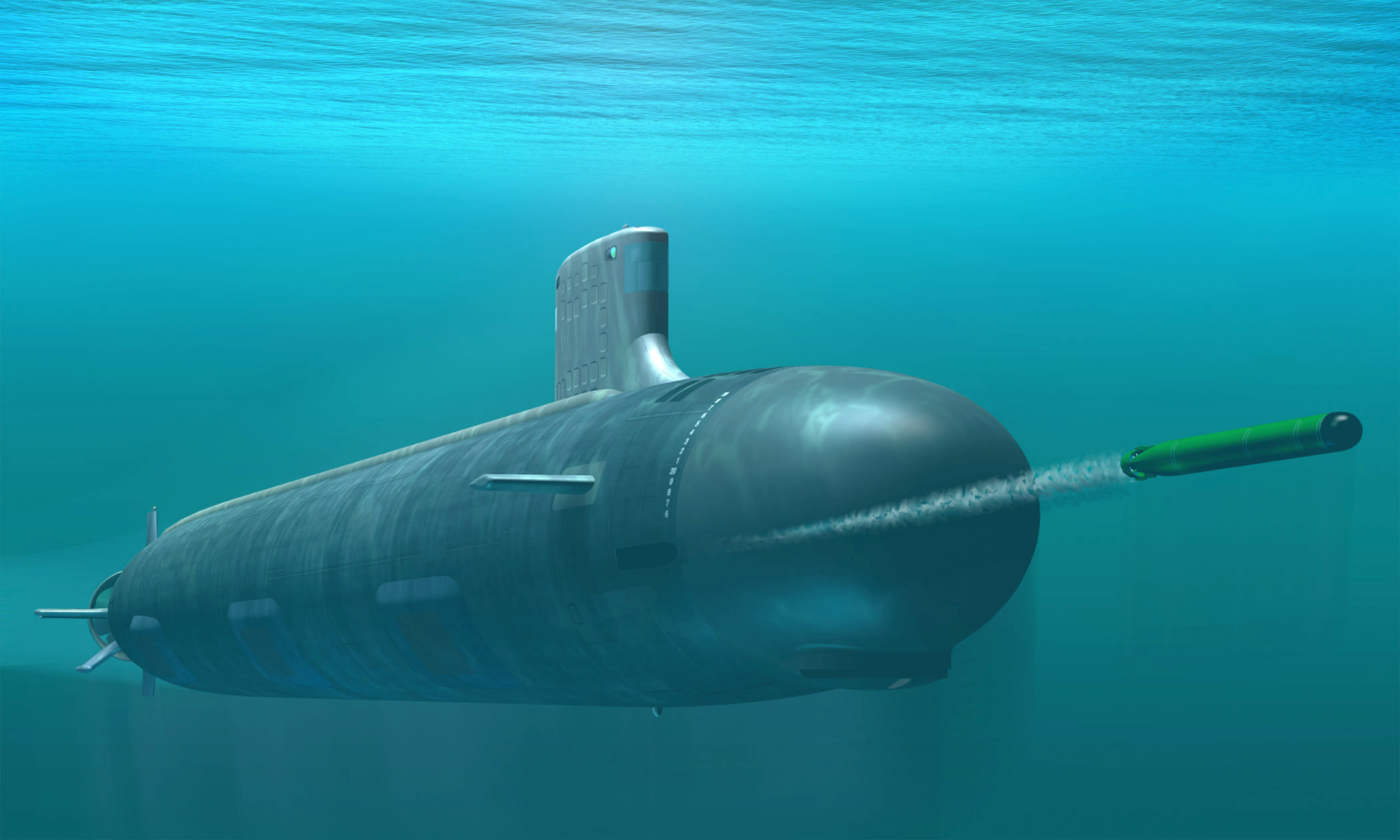
Vue d'artiste d'un sous-marin nucléaire d'attaque américain de, des années 2000, lançant une torpille.

Un sous-marin est un navire capable de se déplacer soit en surface, soit sous l'eau. Il se distingue ainsi des autres bateaux et navires qui se déplacent uniquement à la surface, et des bathyscaphes qui se déplacent principalement selon l'axe vertical.

## Généralités

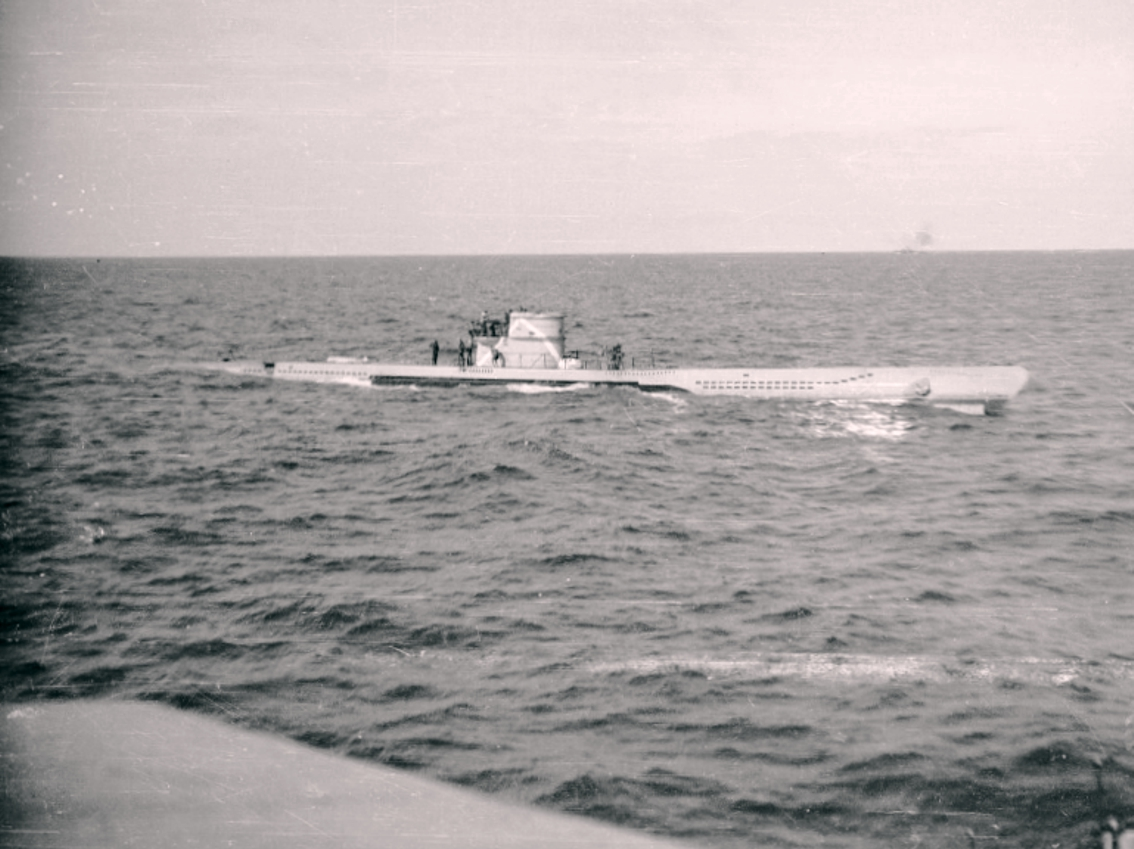
L'U-660, U-Boot allemand en surface, en 1942.

La plupart des sous-marins sont des navires de guerre. L'usage civil du sous-marin concerne, pour l'essentiel, la recherche océanographique et l'exploitation pétrolière ; son emploi à des fins touristiques ou de transport commercial reste anecdotique. Confronté aux problématiques de l'absence d'apports externe d'air à l'immersion, il a suscité l'emploi d'innovations propulsives, malgré leur coût, par exemple la propulsion nucléaire. Ces nouveaux modes de propulsion ont permis des avancées sans précédent de puissance et d'énergie disponibles, tout en améliorant la furtivité. D'autres thématiques essentielles contribuent au caractère spécialisé de ce moyen de déplacement, comme la réception d'informations visuelles quasi nulle (en phases discrètes d'opérations militaires)[pas clair] et les échanges limités d'informations avec l'extérieur, y compris un commandement supérieur.
L'immersion maximale d'un sous-marin militaire est de quelques centaines de mètres. D'une centaine de mètres pendant la Seconde Guerre mondiale, elle est passée à environ 300–400 mètres pour la plupart des sous-marins actuels. Dans le domaine militaire, ces performances de plongée sont classifiées, au même titre que la forme des hélices ou la signature acoustique du navire, pour des raisons de protection. Les sous-marins étant généralement conçus avec des matériaux et des épaisseurs de coques proches, leur immersion maximale se situe entre 200 m, pour les plus petits sous-marins à moteur Diesel, à plus de 400 m pour les SNLE les plus imposants. Le record dans le domaine est attribué au K-278 Komsomolets, à 1 027 m. Celui-ci est un sous-marin principalement expérimental, conçu entre autres pour ce genre de records ; une telle immersion n'est aucunement praticable en patrouille courante. Elle atteint plusieurs milliers de mètres pour les sous-marins de recherche océanographique et peut atteindre le fond de la fosse des Mariannes (10 916 m) pour les bathyscaphes, dont c'est la principale caractéristique.
Ce domaine militaire vit un bouillonnement technologique international, une concurrence intense, liés à l'adaptation au sous-marin des révolutions énergétiques récentes, avec des dispositifs dépourvus d'air atmosphérique : batteries plus performantes, piles à combustible, oxygène liquide, réserves d'hydrogène, par exemple. Ces évolutions se concrétisent par des sous-marins anaérobies, avec l'exemple français des contrats d'exportation des classe Scorpène. Le coût élevé de la technologie propulsive nucléaire limite son usage à un cercle restreint de nations ; les technologies récentes sont accessibles à un plus grand nombre. Le format, la compacité, l'autonomie de navigation sans « reprendre la vue » sont nettement améliorés. Les phases de navigation proches de la surface (au périscope et schnorchel) sont indiscrètes, altérant brutalement la furtivité des sous-marins. Ce développement technique entraîne des bouleversements. L'un d'eux est que ces nouveaux sous-marins militaires présentent des signatures thermiques et acoustiques très atténuées (ceux à propulsion nucléaire, même à très faible vitesse, sont technologiquement bruyants par le refroidissement du cœur). Ces nouveaux sous-marins constituent pour ceux, antérieurs, chargés de la dissuasion nucléaire, une nouvelle menace forte.

## Histoire

### Développement

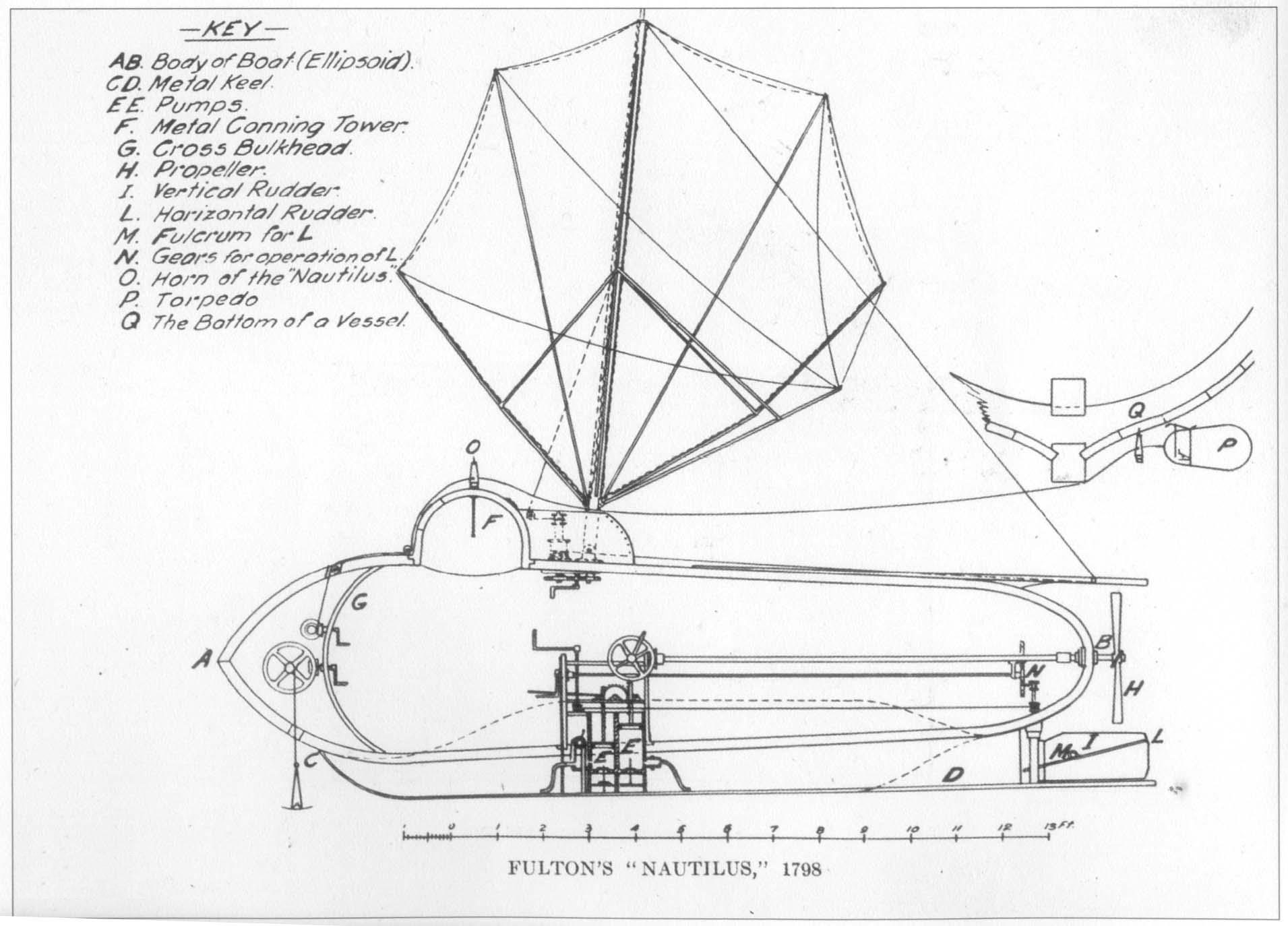
Le Nautilus de Fulton.

En 1624, le scientifique hollandais Cornelis Drebbel essaie avec succès une série d'embarcations semi-submersibles, apparentées au concept de cloche de plongée, dans la Tamise, en réponse à une commande du roi Jacques Ier d'Angleterre.

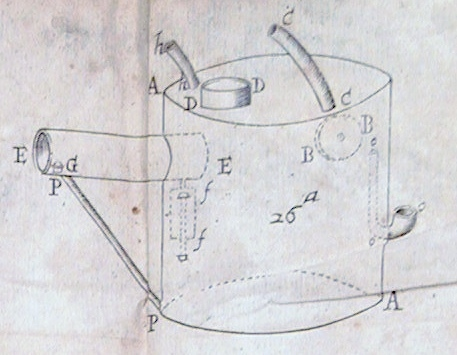
Deuxième modèle, submersible, de Denis Papin vers 1692.

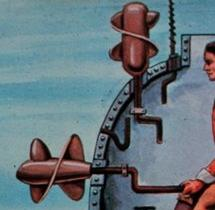
Détail de la Tortue de David Bushnell.

En 1641, Jean Barrié lance à Saint-Malo le XVII, selon des plans de Marin Mersenne. Ce vaisseau métallique à avirons, qui embarque jusqu'à quatre personnes, est équipé d'un sas en cuir afin de faciliter son but premier : la chasse aux épaves.
En 1690, à Marbourg en Allemagne, le Français Denis Papin élabore deux prototypes. Le premier modèle, semi-submersible, est un parallélépipède de fer très renforcé et hermétique, dans lequel le savant compresse de l'air à l'aide d'une pompe. Un baromètre permet de mesurer la pression d'air à l'intérieur. Une fois la pression de l'air équivalente à celle de l'eau, les trous au fond du bateau s'ouvrent, pour y puiser ou pour rejeter un complément d'eau à l'aide d'une grosse seringue. Après un essai fructueux de mise sous pression à terre, cette machine est détruite par accident en tombant d'une grue, juste avant sa mise à l'eau. Vers 1692, un deuxième modèle est construit par Denis Papin, qui y apporte plusieurs améliorations : la coque, en forme de tonneau, résiste cette fois naturellement à la pression de l'eau et ne nécessite donc plus l'emploi d'air comprimé. L'air y circule à la pression d'air extérieure, grâce à une pompe à air centrifuge et à deux tuyaux de cuir maintenus à la surface de l'eau par une vessie flottante. Une pompe à eau permet de faire entrer, ou sortir, le dernier complément de lest, pour plonger ou refaire surface. La profondeur de plongée s'évalue grâce à un baromètre qui mesure la pression de l'eau à l'extérieur. Ce deuxième submersible avance des prétentions militaires : un homme peut se tenir dans le cylindre horizontal et sortir un bras au-dehors par le trou, une fois ce deuxième cylindre mis sous air comprimé grâce à la pompe. Avec ce bateau, Papin, accompagné d'un acolyte courageux, effectue au moins une plongée fructueuse.
En 1775, l'Américain David Bushnell met au point un prototype appelé Turtle (ou en français « bateau-tortue ») construit entièrement en bois. Pour avancer, le pilote, seul à bord, tourne une manivelle actionnant une hélice. Pour plonger, il ouvre des vannes pour remplir les ballasts ; pour remonter, il en évacue l'eau à l'aide d'une pompe.
En 1797, l'ingénieur américain Robert Fulton construit le Nautilus, en acier recouvert de cuivre. Long de 6,50 m, il est propulsé par une hélice actionnée à la main par les trois membres d'équipage. Il est équipé d'une charge explosive qu'il fixe sous les navires ennemis et déclenche à distance. Fulton propose son invention à la France, puis à la Grande-Bretagne qui la refusent tour à tour.
En 1811, le Nautile sous-marin des frères Coëssin, construit en bois et propulsé par quatre rameurs, est assemblé et testé au Havre. Ses nombreux défauts font abandonner le projet.
En août 1832, Brutus de Villeroi essaie un submersible avec coque en acier et de 3,20 m de long en baie de Noirmoutier.
En 1834, Pierre-Marie Touboulic, de Brest, fait des expériences[précision nécessaire] sur la Loire. Le médecin Petit en fait à Amiens.
En 1844, après avoir inventé une cloche de plongée équipée d'un système de purification de l'air dans un milieu hermétiquement clos, le docteur français Prosper-Antoine Payerne (1806-1886) conçoit le premier sous-marin complet, avec un système capable de régénérer l'air. Baptisé le Belledonne, il est conçu avec des tôles de 7 millimètres d'épaisseur et doté d'un gros moteur à hélices. Sa forme se rapproche de celle d'un œuf, il mesure 9 mètres de long, 2,80 mètres de large et pèse près de 10 tonnes. En 1846, les premiers essais du sous-marin sont réalisés dans la Seine devant un public de 20 000 personnes. Par la suite, le Belledonne est utilisé pour la réalisation de travaux portuaires.
Le 28 juin 1856, en Espagne, Narcís Monturiol i Estarriol plonge dans le port de Barcelone pour effectuer les premiers essais de l'Ictíneo I, engin qu'il a conçu et fabriqué.
En France, le vice-amiral Siméon Bourgois et l'ingénieur Charles Brun mettent au point en 1863 le Plongeur, premier sous-marin propulsé par un moteur à air comprimé. Long de 42,50 m, il déplace 420 tonnes et embarque sept membres d'équipage. Son autonomie et sa vitesse restent limitées, son plus grave défaut est sa forte instabilité.
Le 17 février 1864, pendant la guerre de Sécession, le CSS H. L. Hunley, un sous-marin confédéré propulsé par une hélice manuelle, devient le premier sous-marin à couler un navire ennemi, le USS Housatonic (1861), au large de Charleston, en l'éperonnant pour y fixer une charge explosive déclenchée par un filin à distance de sécurité. Il disparaît en mer sans pouvoir regagner la côte, coulé au moment où il éperonnait un autre navire, sa charge ayant explosé.
En 1884, le Polonais Stefan Drzewiecki conçoit le premier sous-marin à propulsion électrique, autonome pendant une longue durée.

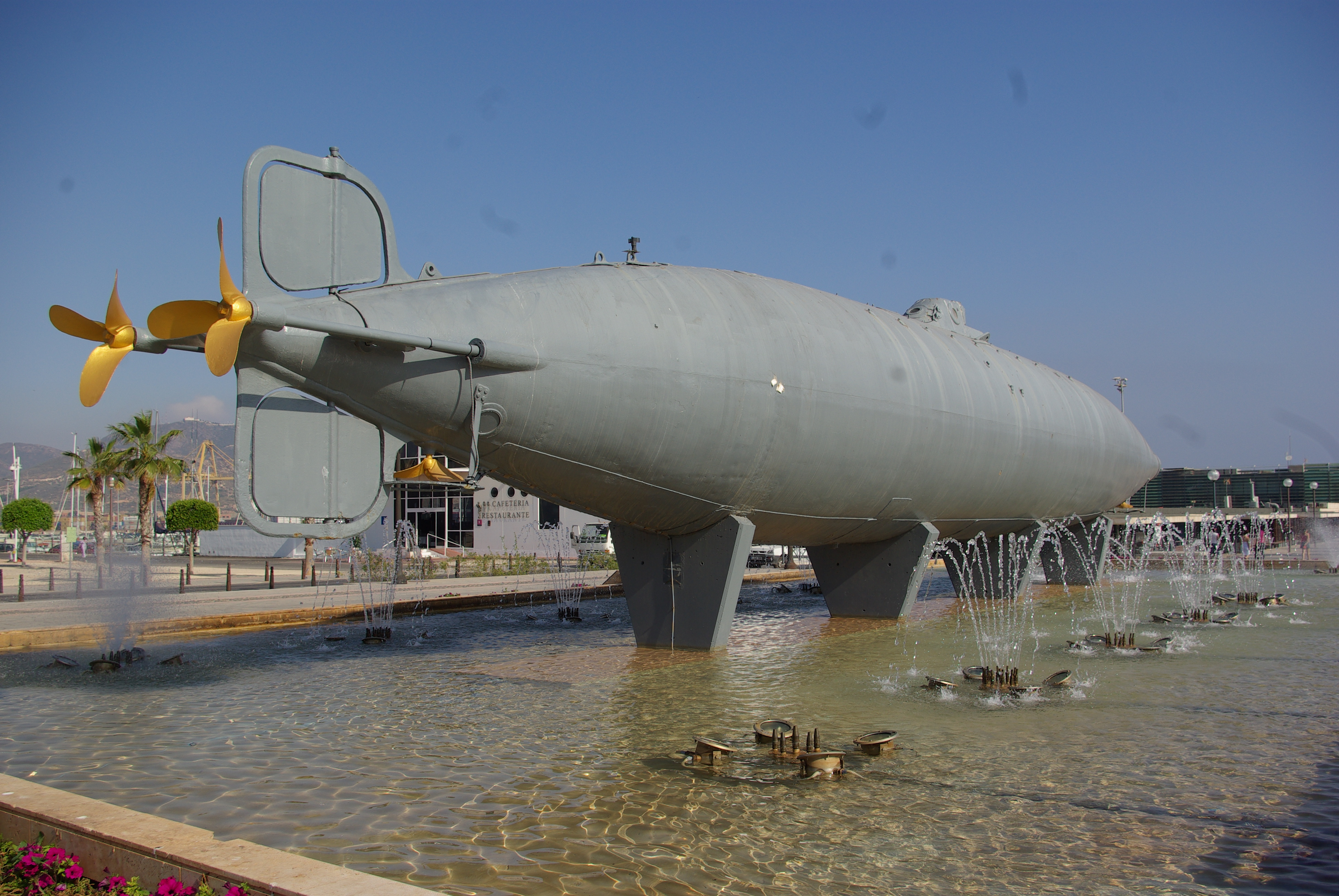
Le sous-marin Peral, exposé à Carthagène.

Le premier sous-marin opérationnel à usage militaire est le « sous-marin Peral » (submarino Peral ), conçu et présenté à l'Armada espagnole en 1885 par l'ingénieur militaire espagnol Isaac Peral y Caballero. Il est mis à flot le 8 septembre 1888. Mesurant 22 mètres de longueur pour un poids de 85 t, il pouvait accueillir un équipage de 12 hommes. La profondeur de plongée était de 80 m, pour une vitesse de 8 nœuds, 10 en surface. Propulsé par un double moteur électrique de 30 ch, il avait une autonomie d'environ 500 km / 65 heures. L'armement était constitué d'un lance-torpilles (capacité de trois torpilles). Les essais d'attaques de nuit furent couronnés de succès, ce qui ne fut pas le cas des essais en plein jour, le sous-marin se révélant facilement détectable. Le projet fut abandonné en 1892, les nouvelles autorités militaires ne croyant pas au concept. Laissé à l'abandon, il est récupéré et restauré en 1929 et est toujours visible à Carthagène (Espagne).

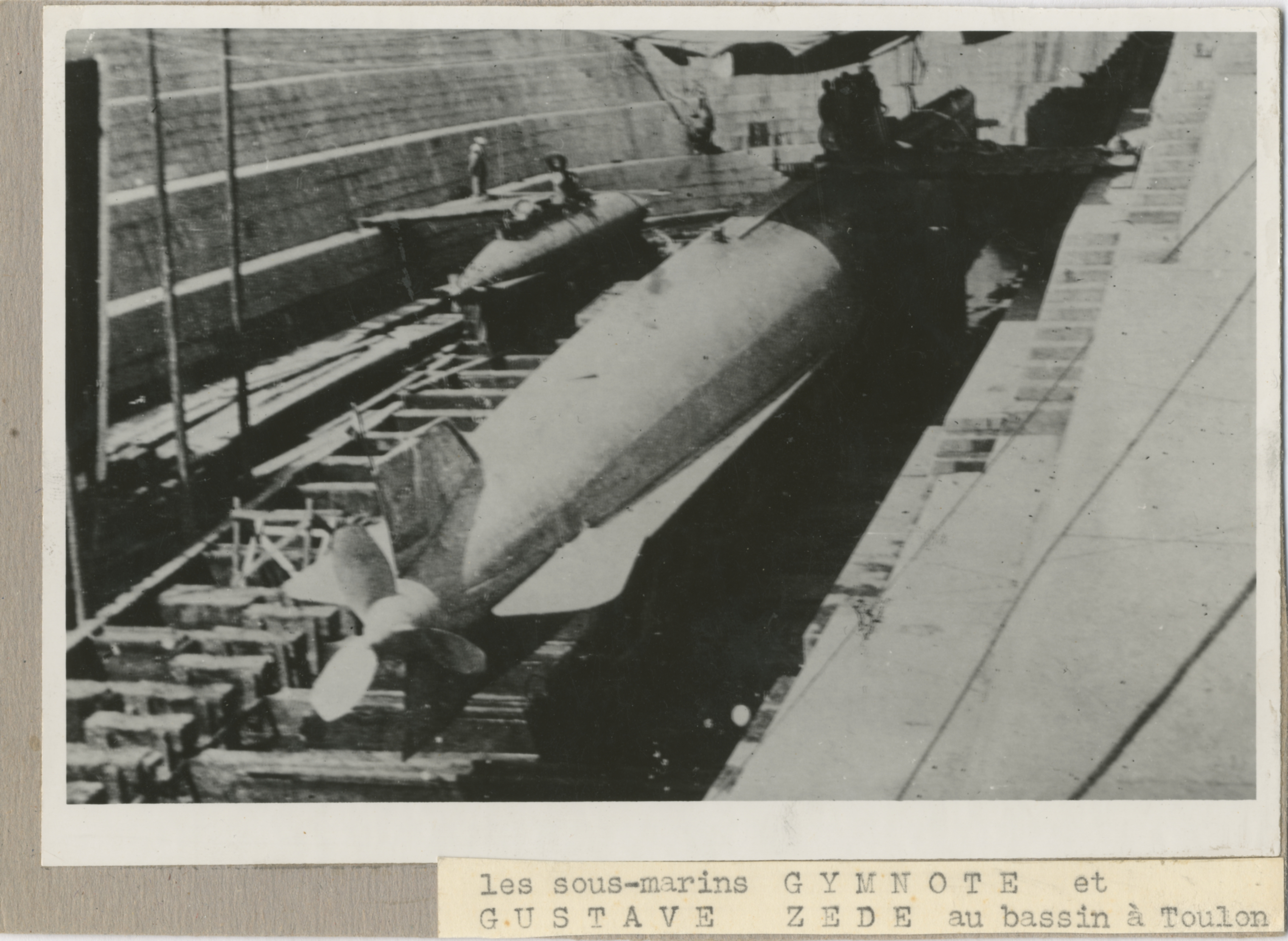
Les sous-marins Gymnote (gauche) et Gustave Zédé (droite) en cale sèche à Toulon (1895).

Le deuxième sous-marin opérationnel (à quelques semaines près) est le Gymnote de 1887, construit par les Français Henri Dupuy de Lôme et Gustave Zédé. Long de 17,80 m, large de 1,80, tirant d'eau 1,67 m à 28,362 tonnes de déplacement en surface pour 31,166 en plongée, il est propulsé par un moteur électrique de 50 chevaux, atteint 6 nœuds en surface, 3,9 en plongée. Il est manœuvré par un équipage de cinq à sept hommes. Il est armé de deux torpilles et son rayon d'action est de 54 milles (en surface, mais seulement le tiers en plongée).
Devant de fortes oppositions administratives et hiérarchiques, les lieutenants de vaisseau Baudry Lacantinerie, Darrieus, Daveluy, Violette, entre autres, y mettent au point les premiers périscopes, compas gyroscopiques et autres équipements.
En 1899, deux sous-marins militaires français, successeurs du Gustave-Zédé, Le Français et l'Algérien, sont construits grâce aux fonds récoltés par une souscription nationale organisée par le journal Le Matin.
À la fin du XIXe siècle, le perfectionnement de la torpille conduit au développement des torpilleurs puis, en réaction, des contre-torpilleurs, alors que les sous-marins restent difficiles à détecter et à détruire. Arrive le submersible : un torpilleur, assez marin pour naviguer en surface, en haute mer à distance importante de sa base, et qui plonge seulement en cas de menace.

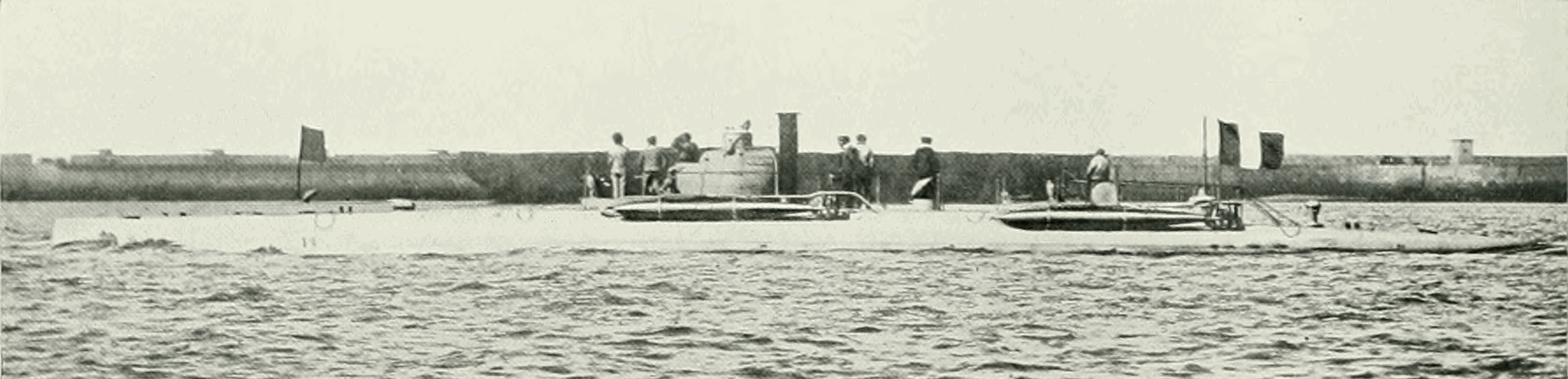
Le Narval (Q4) en 1902.

En 1900, l'ingénieur français Maxime Laubeuf construit le Narval et obtient la faveur de la marine de l'époque. C'est le premier sous-marin équipé d'une propulsion mixte : machine à vapeur en surface, moteur électrique en plongée ; il est équipé d'un périscope et d'une double coque, la coque de pression intérieure et la coque extérieure, hydrodynamique mais non étanche, avec divers équipements comme les ballasts entre les deux. Tous les modèles ultérieurs suivront cette conception fondamentale, jusqu'aux sous-marins nucléaires.
De 1914 à 1944, les sous-marins fonctionnant grâce à une propulsion Diesel-électrique peuvent être engagés en grand nombre durant les guerres mondiales. Ils restent des submersibles, passant l'essentiel de leur temps en surface, leurs performances en plongée sont médiocres : la batterie d'accumulateurs qui alimente un moteur électrique de propulsion ne permet qu'une vitesse réduite (moins de 10 noeuds au maximum, la moitié en pratique) et une faible distance franchissable (moins de 100 milles marins). Le moteur Diesel utilisé en surface entraîne également une génératrice pour recharger les accumulateurs. Ils sont armés de torpilles et d'un canon suffisant pour attaquer un navire de commerce et économiser leur petite réserve de torpilles. Les armes anti-sous-marines sont développées (hydrophone, ASDIC et sonar, grenade sous-marine, RADAR) et les submersibles en sont également équipés.
En 1944, la supériorité aérienne et navale des Alliés est telle qu'il est devenu quasiment impossible aux U-Boote de faire surface. Les Allemands améliorent le schnorchel (invention hollandaise), un tube à air qui permet aux U-Boote d'utiliser leurs moteurs Diesel à faible profondeur d'immersion, évitant ainsi de venir en surface où ils sont particulièrement vulnérables, et mettent au point le premier véritable sous-marin (et non plus seulement submersible), le type XXI, conçu pour fonctionner intégralement en plongée. Dans cette logique, ils développent également le premier système de propulsion anaérobie, le moteur Walter, mais il ne fut jamais opérationnel.
À partir des années 1950, la propulsion nucléaire apparaît à bord des sous-marins, à la suite de l'USS Nautilus de 1954. Le réacteur nucléaire, source d'énergie indépendante de l'atmosphère terrestre, permet aux submersibles de naviguer en permanence sous l'eau, fonction essentielle du sous-marin, en produisant de l'oxygène à partir de l'eau de mer par électrolyse. L'armement, toujours à base de torpille, est complété par des missiles à changement de milieu.
À la fin du XXe siècle, la propulsion anaérobie refait surface, cette fois de manière opérationnelle (type 212, classe Scorpène, classe Gotland, etc.), grâce à la possibilité technique d'emporter assez d'oxygène liquide à bord pour plusieurs semaines de navigation en plongée, ce qui est moins qu'un sous-marin nucléaire, mais en pratique suffisant.

### «Sous-marin» ou «submersible?»

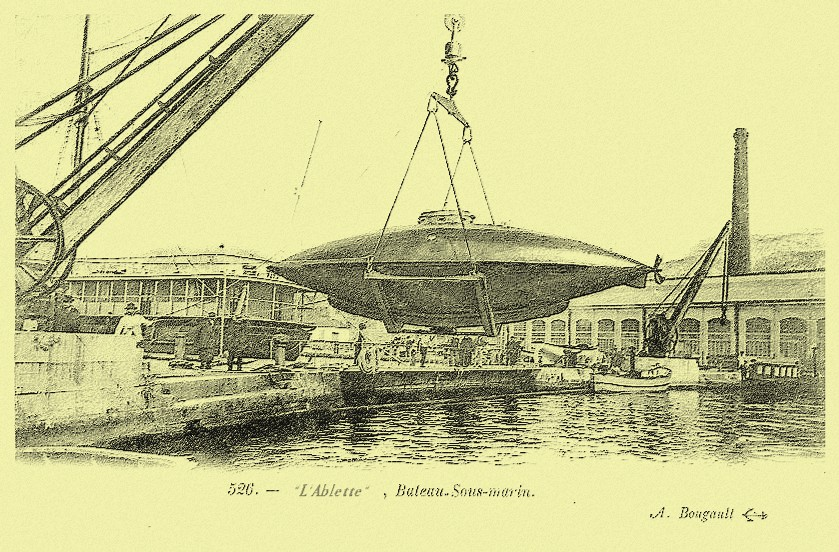
LAblette.

Dès son origine, et avant la seconde guerre mondiale, les termes « bateau sous-marin » et « sous-marin » sont uniquement employés. Ils désignent ainsi les premiers navires capables de se déplacer sous l'eau. On ne parle pas encore de "submersible". Leurs vitesses, profondeurs d'immersion, distances franchissables sont très faibles ainsi que leur autonomie en plongée. Bien sur, les performances se sont améliorées progressivement, mais c'est à la fin de la Seconde Guerre mondiale, qu'il a été nécessaire de différencier les deux types de sous-marins. Les premiers sous-marins d'avant guerre de conception dépassée, de ceux construits durant le second conflit mondial. Grâce au perfectionnement du schnorchel et aux progrès accomplis par les ingénieurs allemands dans les domaines de l'hydrodynamisme  et de la propulsion diesel/électrique des sous-marins de la Kriegsmarine, leurs performances n'ont rien de comparables. Ceux de nouvelle génération dont la profondeur d'immersion, la vitesse en plongée supérieure à leur vitesse en surface et dont l'autonomie en sous la mer est telle qu'ils remontent plus rarement à la surface. Les premiers, souvent construits avant-guerre, sont qualifiés de « submersibles », les seconds de « sous-marins ».
Les performances et l'autonomie en plongée des sous-marins actuels,, même à propulsion classique, est telle que la qualification de « submersible » est inadaptée et a fortiori pour les sous-marins à propulsion nucléaire, dont l'autonomie en plongée est pratiquement illimitée, hormis la capacité et la résistance de l'équipage à vivre durablement sous la mer.

## Fonctionnement
Le sous-marin obéit à deux grands principes, le principe d'Archimède et le principe de Pascal qui s'appliquent à tout corps immergé.

### Principe d'Archimède

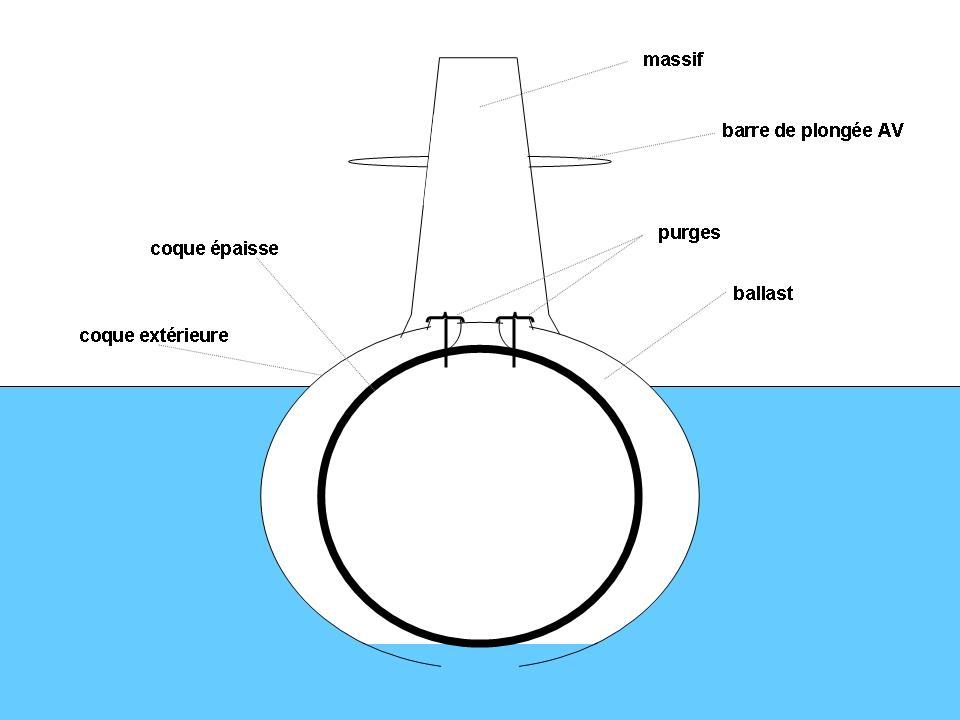
Sous-marin en surface. Les purges sont fermées, les ballasts pleins d'air.

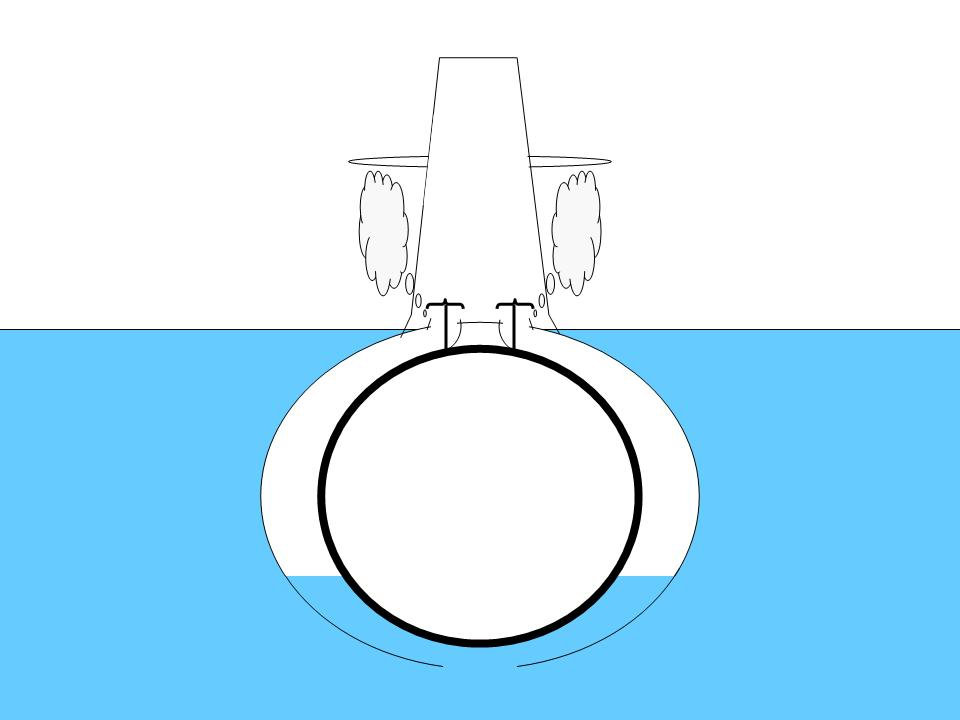
Plongée du sous-marin. Les purges sont ouvertes, les ballasts se remplissent d'eau et se vident de leur air.

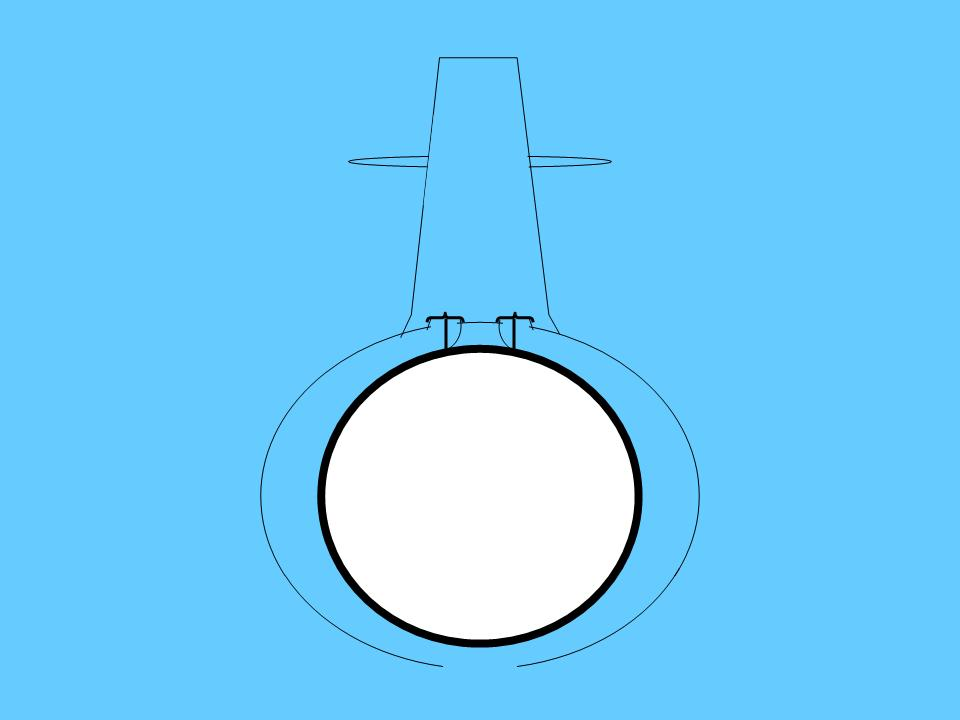
Sous-marin en plongée. Les purges ont été refermées, les ballasts sont pleins d'eau.

Prise de plongée et remontée en surface d'un sous-marin.

« Tout corps plongé dans un fluide au repos reçoit de la part de celui-ci une poussée verticale dirigée vers le haut, et de grandeur égale au poids du volume du fluide déplacé. »
Si le poids du navire est inférieur au poids du volume d'eau du volume immergé, il remonte vers la surface, et il s'enfonce dans le cas contraire. En plongée, le sous-marin est dans l'eau comme un aérostat dans l'air : il flotte entre deux eaux. Pour contrôler sa profondeur, on agit sur le poids du sous-marin, que l'on peut ajuster à l'aide de ballasts. En les remplissant d'air, le poids du sous-marin est réduit et ils agissent comme des flotteurs, en les remplissant d'eau le poids est augmenté et ils agissent comme un lest. En outre, en fonction des différents ballasts plus ou moins remplis d'eau, on peut choisir d'alléger ou d'alourdir un côté, l'avant ou l'arrière, ce qui permet de contrôler l'assiette du sous-marin. Le contrôle fin est l'opération dite de « pesée », aux moyens de régleurs dont on ajuste le volume pour obtenir l'égalité entre le poids, variable en fonction de ses approvisionnements, et la poussée d'Archimède, également variable selon la densité de l'eau de mer (dépendante de sa salinité et de sa température).
Lors de la conception, le poids du sous-marin est étudié avec précision pour définir le volume des ballasts. Une expérience de pesée est effectuée pour valider l'équilibre entre le poids et la poussée d'Archimède, en gîte et en assiette nuls, en plongée statique pour valider les calculs de volumes et de masse, ainsi que l'équilibre du navire. De préférence, le centre de gravité est en dessous du centre de volume pour que le navire ne chavire pas et que le kiosque (le haut du sous-marin) ne se retrouve pas à la place de la quille (en bas).
Il faut également tenir compte du fait que le poids du sous-marin peut varier dans des proportions importantes en fonction de son chargement initial, et également en cours de mission car il va consommer du combustible, des approvisonnements et des munitions, donc s'alléger. Un des moyens de contrôler cet allégement est d'utiliser des soutes à combustibles extérieures, où le gazole consommé est remplacé par de l'eau de mer : la consommation se traduit alors par un alourdissement (différence de densité entre l'eau de mer et le gazole) qui vient compenser l'allègement des soutes intérieures et la consommation de vivres. En outre, cela permet d'avoir un volume très important de carburant et une autonomie très grande.
Pour se déplacer dans le plan vertical (changer d'immersion), le sous-marin utilise non seulement les variations de poids, mais aussi sa propulsion et l'effet de la vitesse des filets d'eau sur ses barres de plongée.

### Principe de Pascal
« Sur la surface d'un corps immergé, s'exerce une pression, perpendiculaire à cette surface, égale au poids par unité de surface de la colonne de fluide. » 
La coque du sous-marin en immersion est donc soumise à une pression extérieure croissant avec sa profondeur, alors que la pression intérieure reste à peu près celle de l'atmosphère ; la différence tend à écraser la coque. La pression subie croît approximativement d'un bar par 10 mètres. Une coque épaisse, de forme générale cylindrique, voire sphérique pour les bathyscaphes, résiste à cette pression et abrite personnel et matériel. Cette coque est construite en acier résistant et à très haute élasticité (capacité de la coque comprimée à revenir à son état initial). Son épaisseur est fonction de l'immersion maximale prévue ; avec ce matériau il faut approximativement augmenter l'épaisseur de 10 mm pour gagner 100 m d'immersion. Le bathyscaphe qui atteint la profondeur de 11 000 m avait une sphère de 12 cm d'épaisseur (18 cm près du hublot).

## Architecture et équipements
Compte tenu des considérations précédentes, les sous-marins possèdent :
- une coque intérieure, épaisse ;
- une coque extérieure mince qui assure l'hydrodynamisme (faculté physique à se déplacer rapidement dans l'eau) en intégrant ballasts, soutes extérieures, les antennes des senseurs, les panneaux et les sas d'accès à bord. La forme idéalement hydrodynamique pour les sous-marins est la forme dite albacore des thonidés. La forme des anciens submersibles, qui naviguaient principalement en surface, incluait une étrave pointue, comme un navire de surface classique ;
- des ballasts situés entre les deux coques et dont le remplissage ou la vidange permet la prise de plongée (ouverture des purges pour faire pénétrer l'eau dans le ballast) et le retour en surface (en chassant de l'air comprimé pour les vider). Pour les sous-marins modernes, les ballasts sont situés à l'avant et à l'arrière ;
- des régleurs, situés au centre du sous-marin, remplis plus ou moins d'eau (admission d'eau par pression, vidange par pompe ou en secours par chasse à air) pour ajuster son poids à la poussée d'Archimède ;
- des barres de plongée, pour faire varier l'immersion, généralement une paire à l'arrière et une à l'avant ou sur le massif. Sur certains sous-marins, les barres de plongée arrière sont couplées aux safrans de la barre de direction et disposées en croix de Saint-André. Sur certains SNLE elles sont rétractables, pour traverser la banquise ;
- un lest largable de sécurité qui pourrait permettre à un sous-marin accidentellement alourdi par une voie d'eau de remonter en surface ;
- une réserve d'air comprimé, complétée par des compresseurs d'air, pour chasser l'eau des ballasts et faire surface.

Ils disposent également :

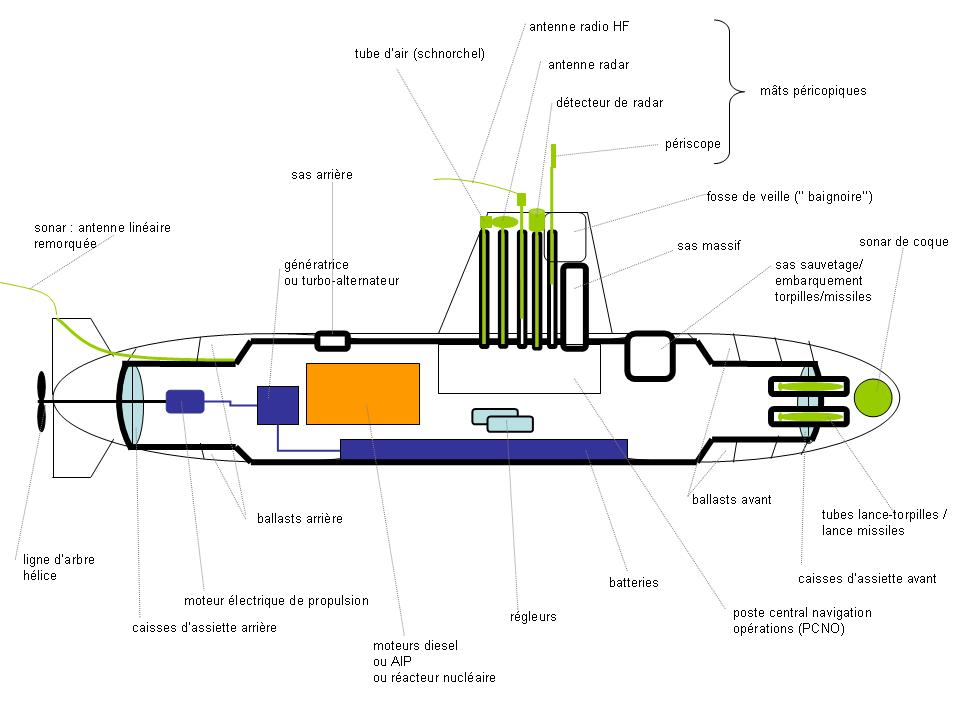
Schéma d'un sous-marin.

- de caisses d'assiette, à l'avant et à l'arrière, permettant de régler leur équilibre longitudinal (répartition longitudinale des poids à bord[11]), en faisant passer de l'eau de l'avant à l'arrière et réciproquement ;
- d'un massif, partie intégrante de la coque extérieure et abritant l'ensemble des mâts périscopiques hissables (périscopes, antennes diverses et tube d'air) et permettant d'assurer la veille et la navigation en surface[12] ;

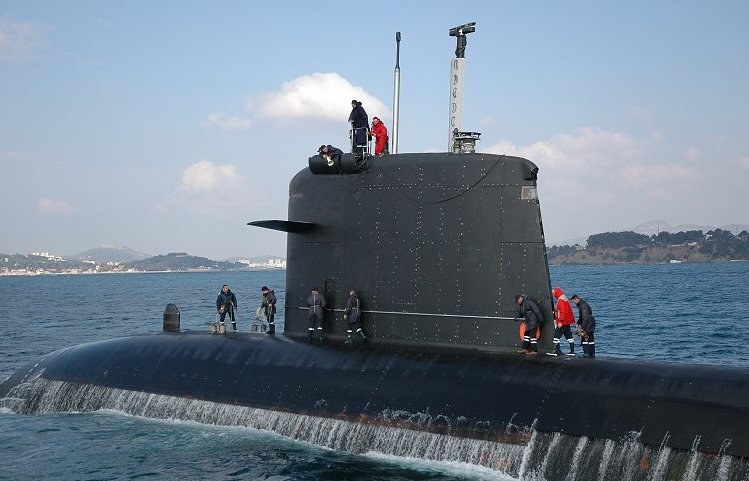
SNA français Casabianca : vue du massif avec antenne radar et périscope hissés. On distingue également la tête du tube d'air (schnorchel) et la barre de plongée avant bâbord.

- d'une propulsion par moteurs électriques, dans la plupart des cas, sauf pour certains sous-marins nucléaires qui utilisent directement des turbines à vapeur comme moteurs de propulsion (ces derniers peuvent également posséder des moteurs électriques de secours) ;
- d'une hélice, possédant généralement de nombreuses pales de grande taille[13] ;
- une source d'énergie :
  - soit des accumulateurs électriques rechargés par des génératrices couplées à des moteurs Diesel ou à des dispositifs anaérobies dans le cas des sous-marins classiques,
  - soit, pour les sous-marins nucléaires, un réacteur nucléaire alimentant en vapeur des turbo-alternateurs (et éventuellement des turbines de propulsion). Tous les sous-marins nucléaires possèdent en outre une source d'énergie secondaire composée de l'ensemble moteur Diesel, génératrice et accumulateurs ;
- des systèmes de régénération de l'atmosphère intérieure :
  - pour les sous-marins classiques, dont l'atmosphère est régénérée à chaque marche au schnorchel, il s'agit de systèmes de secours : chandelles chimiques à oxygène et chaux sodée absorbant le gaz carbonique,
  - usine à oxygène par électrolyse de l'eau de mer et absorbeur de gaz carbonique à bord des sous-marins nucléaires ;
- d'un ou plusieurs sas d'évacuation, pour le sauvetage de l'équipage et éventuellement utilisés pour faire sortir

des plongeurs.
Les sous-marins militaires disposent en outre :
- d'un dispositif permettant le fonctionnement des moteurs Diesel à l'immersion périscopique, tube d'air (schnorchel) et échappement dans l'eau ;
- d'un système de veille et de détection, principalement acoustique, composé de sonars passifs et actifs, seuls senseurs pouvant être utilisés en plongée. À l'immersion périscopique, le sous-marin peut utiliser par l'intermédiaire de mâts hissables des moyens de détection, électromagnétique actif (radar) ou passif (détecteurs de radars), optronique (périscopes de veille et d'attaque auxquels sont associés des dispositifs vidéo, de vision infra-rouge et d'amplification de lumière) ;
- d'un système de navigation, comprenant classiquement compas gyroscopique, loch et sondeur bathymétrique, généralement centrale à inertie et récepteur GPS sur une antenne périscopique et parfois d'un périscope de visée astrale (permettant de faire un point astronomique à l'immersion périscopique) ;
- d'un système d'armes permettant de lancer en plongée des torpilles, des mines, des missiles anti-navires, des missiles de croisière, et pour les SNLE des missiles balistiques. Certains sous-marins sont équipés de missiles anti-aériens (principalement contre hélicoptères). Ils disposent par ailleurs de systèmes de lancement de leurres sonar et anti-torpilles ;
- d'un système de combat (un calculateur central) qui assure l'intégration des trois systèmes précédents et permet d'effectuer les calculs nécessaires à la détermination de la cinématique des détections, présenter la situation tactique et calculer les éléments de tir ;
- de moyens de communication acoustique (téléphone sous-marin) et radio : récepteurs HF, U/VHF, et de communications par satellites avec des antennes sur des mâts périscopiques, récepteurs à très basse fréquence avec antenne filaire remorquée ou sur un cadre dans le massif (les ondes VLF peuvent en effet être reçues à quelques mètres d'immersion) et, pour certains sous-marins, antenne U/VHF remorquée.

Schéma d'un sous-marin de classe Iassen, la capsule éjectable se trouve au chiffre 11.

- de capsule éjectable, par exemple sur les sous-marins russes des classe Sierra, classe Oscar et classe Iassen[14].

## Types et utilisations
Les sous-marins sont généralement classés, d'une part selon leur utilisation (civile ou militaire), et d'autre part selon leur mode de génération d'énergie et de propulsion (nucléaire ou conventionnelle), qui conditionne en grande partie leur conception.

### Sous-marins civils
Les utilisations civiles des sous-marins restent très rares. Il en existe quatre : le transport maritime, la recherche océanographique, le sauvetage et l'utilisation comme « navire de services ».
Seuls deux cargos sous-marins ont été conçus à ce jour[Quand ?], le Deutschland et le Bremen, par l'Allemagne pendant la Première Guerre mondiale, avec une capacité de 47 tonnes chacun. D'autres sous-marins ont été utilisés pour transporter des cargaisons, notamment les « U-Boot vaches à lait » (sous-marins militaires de ravitaillement) pendant la Seconde Guerre mondiale, ou ceux employés par l'Union soviétique pour franchir le siège de Sébastopol en Crimée. Si d'autres projets ont existé, aucun n'a vu le jour, faute d'être suffisamment compétitif avec les navires cargos de surface : l'avantage théorique d'un cargo sous-marin est de pouvoir passer sous la calotte glaciaire.
Les sous-marins de recherche océanographique sont les successeurs des bathyscaphes utilisés pour explorer les grandes profondeurs. Leurs missions typiques incluent l'observation, la collecte d'échantillons et les mesures. Ils peuvent aussi être affrétés pour des missions différentes comme l'exploration d'épaves (identification d'épaves comme celle du Titanic, inspection de lutte anti-pollution ou en cas de litiges, comme pour le pétrolier Prestige) ou l'assistance à d'autres sous-marins en difficulté ; les sous-marins de sauvetage restent cependant l'apanage des forces militaires. Depuis les années 1950, environ une soixantaine de sous-marins de recherche a été construite, principalement aux États-Unis pour la recherche et le sauvetage militaire. En France, l'Ifremer utilise le Nautile et le Cyana ; l'Académie des sciences de Russie utilise le Mir.
L'industrie pétrolière et gazière exploite de petits sous-marins habités, en plus des drones et des ROV, comme navires de services sur les sites d'exploitation. Leurs tâches incluent l'observation et la collecte de mesures, le sauvetage sur place, l'aide à la pose de câbles et de tuyaux, le déploiement de plongeurs et l'inspection des infrastructures sous-marines. S'il n'existe pour l'instant qu'une petite flotte de ces sous-marins en opérations, surtout en mer du Nord, de nouvelles unités davantage spécialisées sont en construction.
Depuis le début des années 2000, il est constaté l'utilisation par le crime organisé de semi-submersibles pour le trafic de stupéfiants. Ces appareils sont appelés « narco sous-marins », de l'anglais « narco submarine ».
Lors de l'exposition nationale suisse de 1964, l'une des attractions était le Mésoscaphe Auguste Piccard, qui semble être le premier sous-marin touristique à avoir existé.

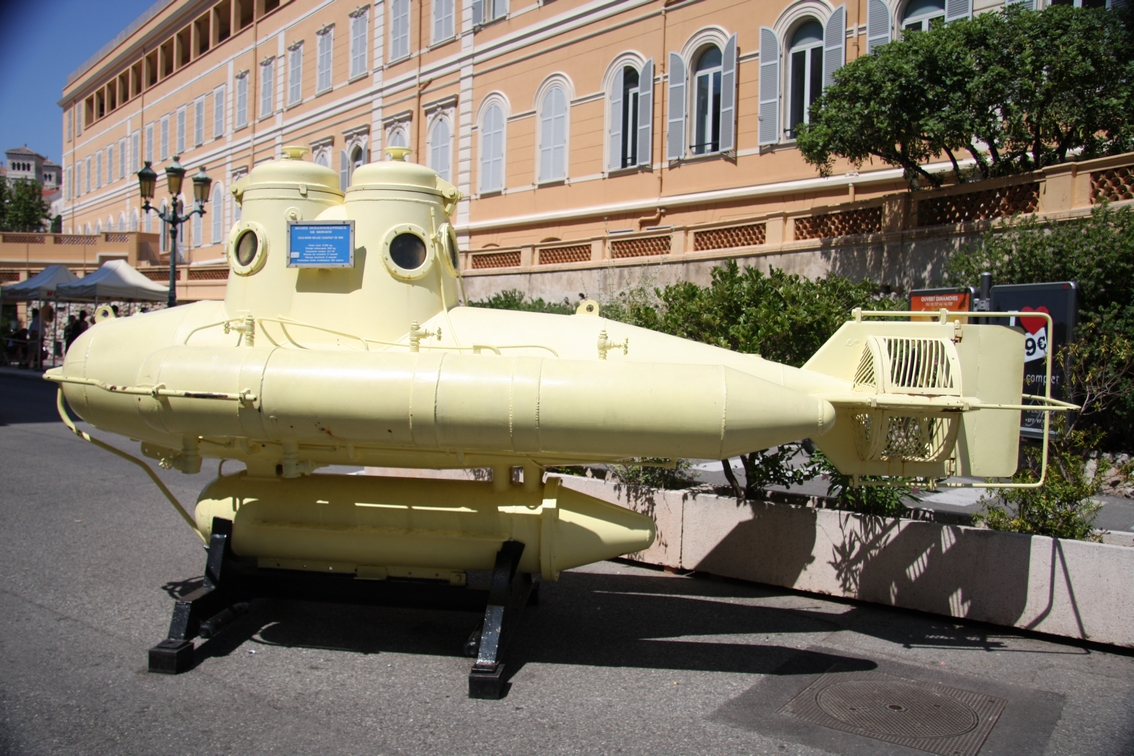
Sous-marin de recherche océanographique à Monaco.
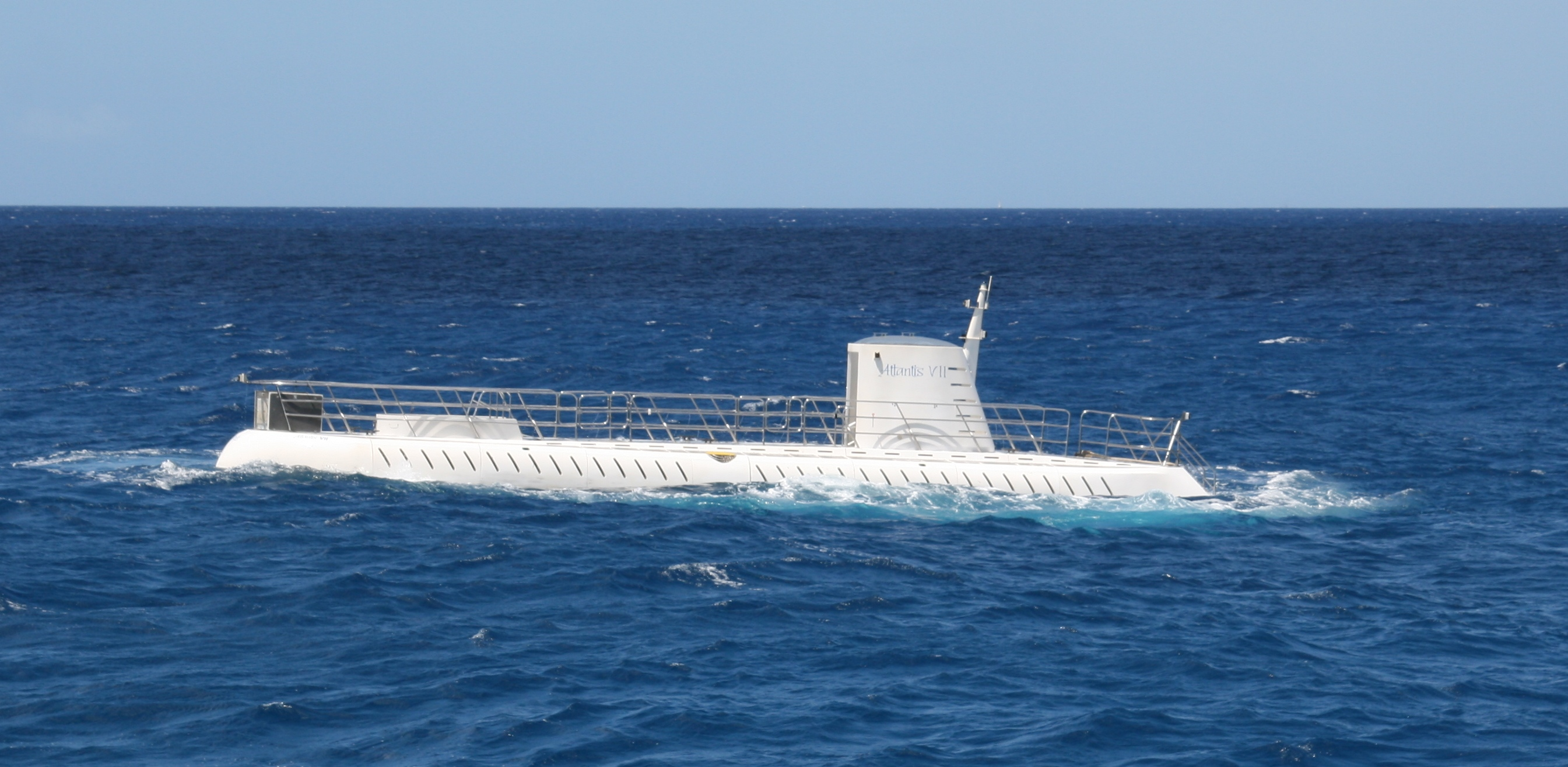
Le sous-marin de tourisme Atlantis VII en surface.
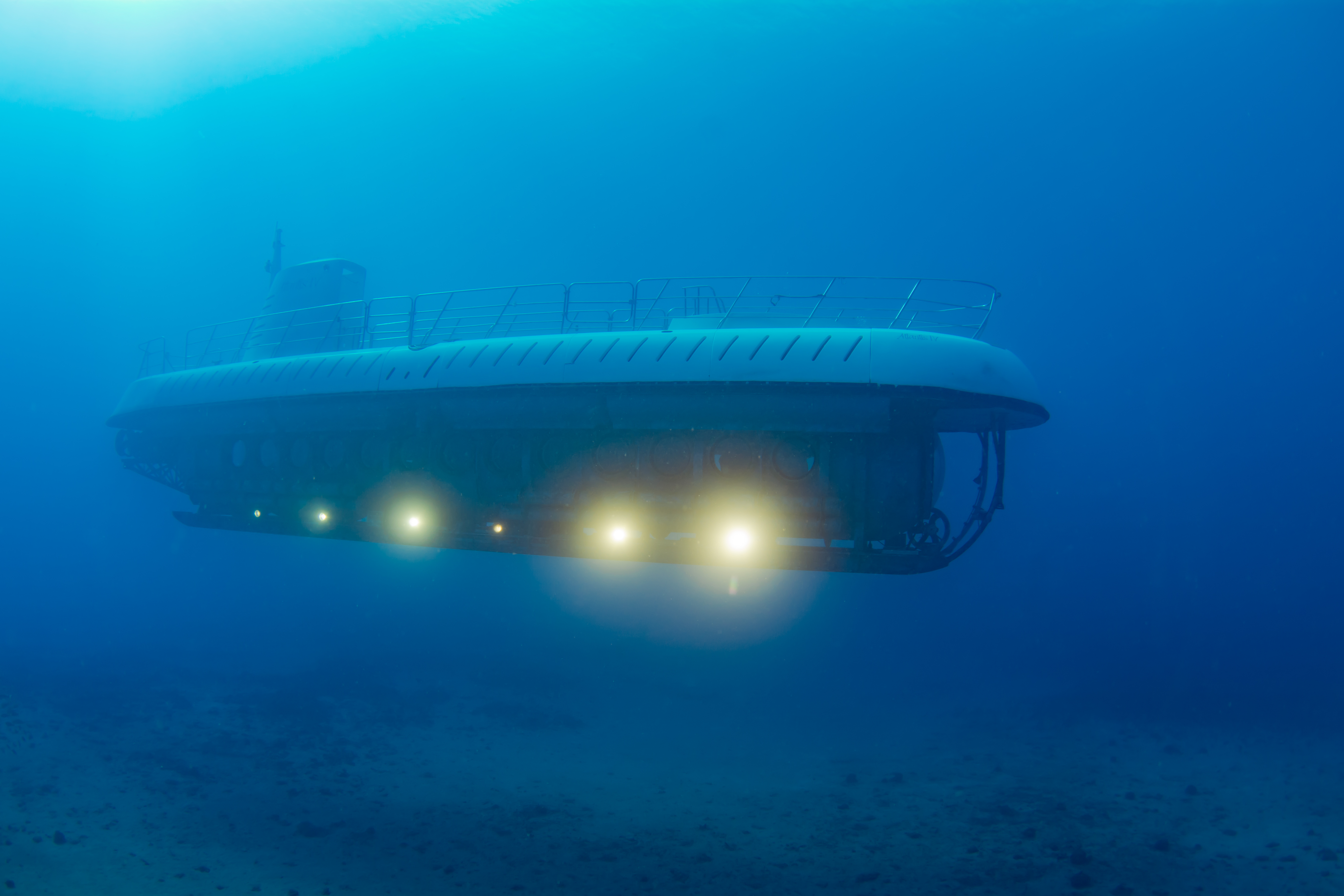
Le sous-marin de tourisme Atlantis IV en plongée.
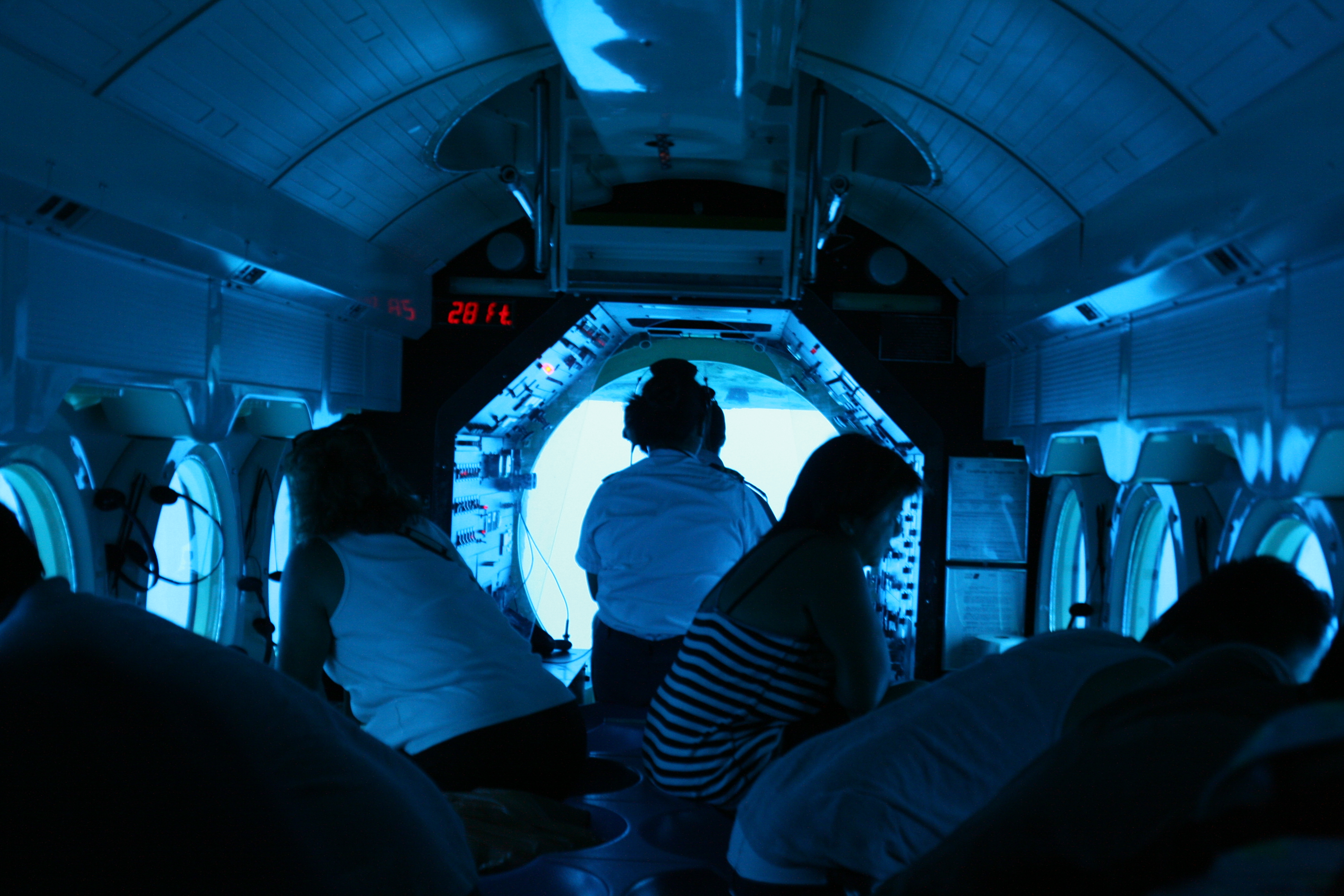
Intérieur du sous-marin de tourisme Atlantis VII.
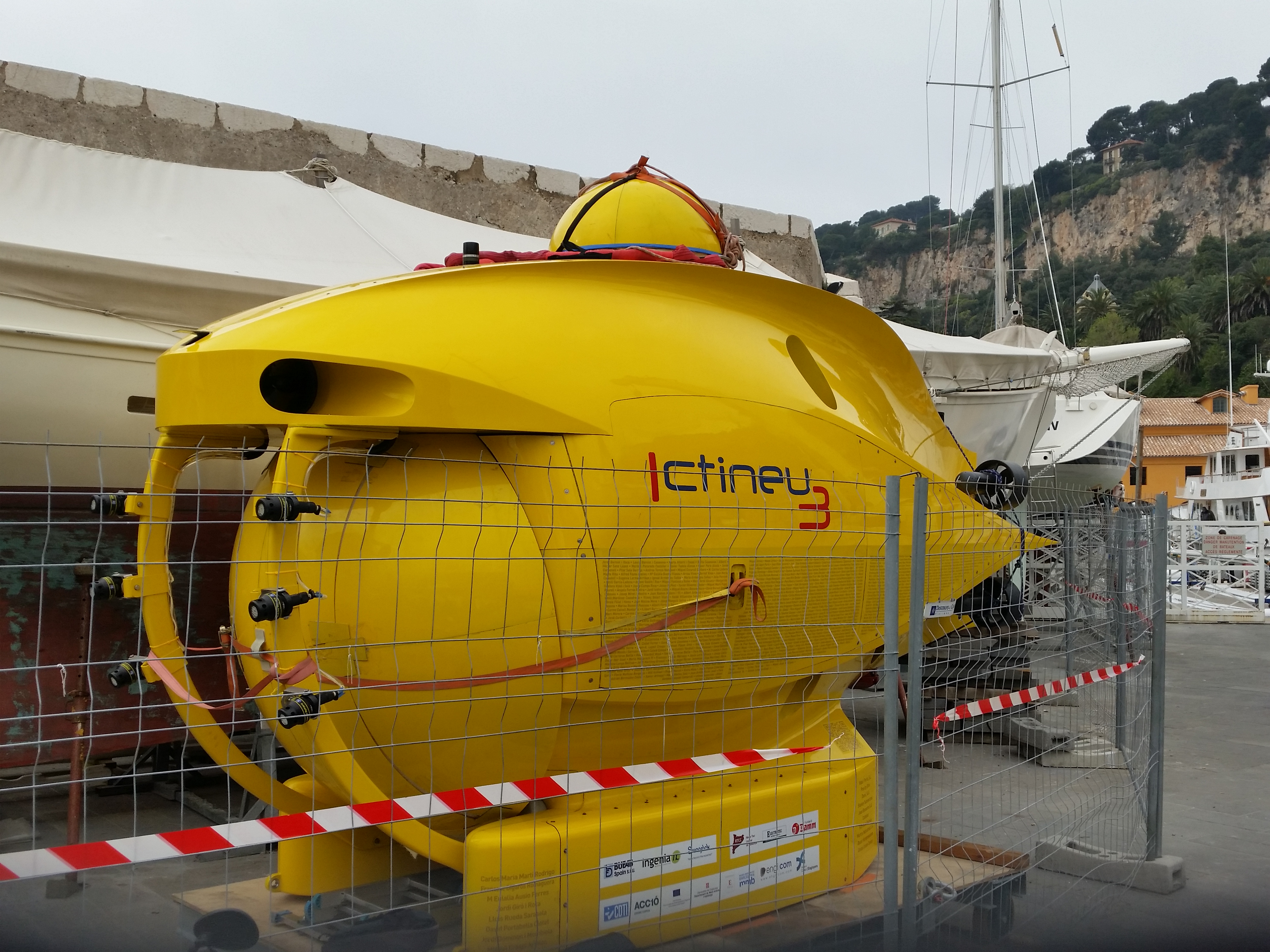
Ictineu, 3 places

### Sous-marins militaires

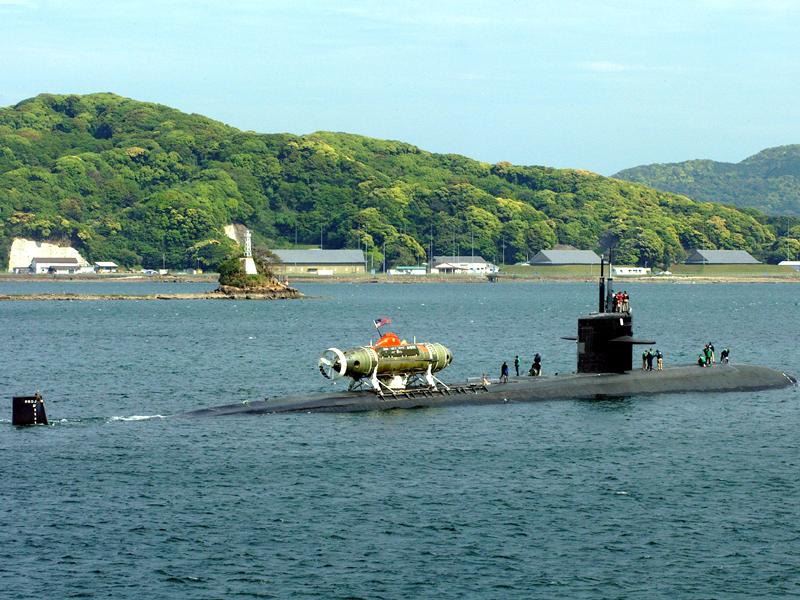
Le DSRV Mystic chargé en pontée du SNA américain USS La Jolla (SSN-701), de classe Los Angeles.

### Types
Les sous-marins militaires assurent une grande variété de missions, à l'opposé des premiers submersibles qui, jusqu'à la Seconde Guerre mondiale, étaient utilisés pour couler les navires ennemis (les navires de guerre et surtout les navires de commerce), mouiller des mines sous-marines, déposer des espions, installer des stations météorologiques automatiques et éventuellement interdire l'accès ou la sortie d'un port. Les missions des sous-marins militaires modernes incluent la lutte anti-navires de surface, la lutte anti-sous-marine, l'infiltration de forces spéciales, l'attaque de cibles à terre, l'escorte des groupes de combat et notamment des groupes aéronavals, la collecte de renseignements, la dissuasion nucléaire et les opérations de recherche et de sauvetage. Des navires de surface spécialisés, les ravitailleurs de sous-marins, servent à leur maintenance et à leur ravitaillement hors de leur port d'attache.
Les sous-marins militaires se répartissent actuellement[C'est-à-dire ?] dans les types suivants :
- les sous-marins d'attaque, à propulsion nucléaire (SNA en français, SSN pour l'OTAN) ou classique (SSK pour l'OTAN). Leur mission est la destruction des forces de surface ou sous-marines ennemies par torpilles ou missiles anti-navires. Ils peuvent également être dotés de missiles de croisière pour la frappe d'objectifs terrestres. Ils sont les plus polyvalents et assurent la plupart des missions énoncées ci-dessus ;
- les sous-marins lanceurs d'engins balistiques (SNLE en français, SSBN pour l'OTAN), aujourd'hui tous à propulsion nucléaire. Leur mission est la dissuasion nucléaire et ils peuvent lancer, en plongée, des missiles balistiques à charge nucléaire ; ils sont les plus imposants sous-marins en activité, et souvent aussi les plus silencieux ;
- les sous-marins lanceurs de missiles de croisière (SSGN pour l'OTAN) ; équipés de missiles anti-navires et/ou de missiles de croisière, il peut s'agir de SNLE transformés (comme quelques-uns de la classe Ohio américains) ou de sous-marins conçus spécifiquement dans ce but (classe Oscar russe). Certaines marines ne les distinguent pas des SNA ;
- les sous-marins de sauvetage (DSRV pour l'OTAN) sont conçus pour recueillir l'équipage d'un sous-marin en perdition qui serait posé sur le fond.

Les sous-marins militaires sont généralement répartis en classes, séries de sous-marins aux caractéristiques identiques ou très proches.

#### Prolifération des sous-marins militaires
Au XXe siècle, plus de 5 800 sous-marins militaires ont été construits, dont 1 109 par la Russie / URSS, soit 19 %.
Au 2 mars 2010, un site spécialisé américain recensait 353 sous-marins militaires (hors sous-marins de poche) en service totalisant 1 669 118 tonnes et 97 autres en construction ou en commande totalisant 403 000 tonnes dans 39 marines de guerre.
Parmi les fabricants, seuls six ont remporté un ou plusieurs marchés à la vente durant la période 2000-2014. Ainsi, selon ces contrats attribués, quatre cercles d'industriels se dégagent :
- 1er cercle d'entreprises exportatrices : TKMS, Naval Group (ex-DCNS) et Bureau d'étude Rubin / Admiralty Shipyards ;
- 2d cercle d'entreprises exportatrices : Kockums, DSME et CSIC/CSOC ;
- Nouveaux entrants sur les marchés export : Navantia, Golçuk Naval Shipyard (via le groupe STM), Fincantieri ;
- Potentiels entrants sur les marchés export : Mitsubishi Heavy Industries (MHI) et Kawasaki Shipbuilding Corporation (KSC) (Japon)[17].

| Pays/Constructeur                                | Types proposés                                                           | AIP     | Clients |
| ------------------------------------------------ | ------------------------------------------------------------------------ | ------- | --- |
| France / DCNS                                    | Classe Agosta, Classe Scorpène, Classe Marlin, projet Shortfin Barracuda | oui     | France, Pakistan, Inde, Malaisie, Chili, Brésil, Australie |
| Espagne / Navantia                               | Classe Scorpène, Classe S-80                                             | oui     | Espagne, Inde, Malaisie, Chili |
| Allemagne / TKMS                                 | Type 209, Type 210, Type 212, Type 214                                   | oui     | Italie, Turquie, Grèce, Corée du Sud, Portugal, Israël, Afrique du Sud, Indonésie, Pérou, Colombie, Équateur, Argentine, Chili, Brésil, Norvège, Pakistan, Pologne |
| Pays-Bas / Merwede                               | Classe Walrus, Classe Zwaardvis                                          | non     | Pays-Bas, Taiwan |
| Suède / Kockums (TKMS)                           | Classe Sjöormen, Classe Västergötland, Classe Gotland, Classe Collins    | oui     | Suède, Singapour, Australie |
| Royaume-Uni / BAE Systems Submarines             | Classe Victoria                                                          | non     | Canada |
| Italie / Fincantieri                             | Classe Sauro, Classe Longobardo (en), Type 212                           | non     | Italie |
| Italie/ Russie Fincantieri/Bureau d'étude Rubin  | Classe S1000                                                             | oui     | En 2014, le projet est suspendu à la suite de la dégradation des relations entre la Russie et l'Occident.                                                          |
| Russie/Bureau d'étude Rubin/ Admiralty Shipyards | Classe Kilo                                                              | non     | Russie, Chine, Inde, Roumanie, Pologne, Iran, Venezuela, Algérie, Vietnam                                                                                          |
| Russie/Bureau d'étude Rubin/ Admiralty Shipyards | Classe Amour                                                             | oui     | Russie (projet 677 Lada) Aucun exporté |
| Japon/Mitsubishi/Kawasaki                        | Classe Oyashio, Classe Harushio, Classe Sōryū                            | oui     | Japon |
| Chine                                            | Classe Yuan (en), Classe Song                                            | à terme | Chine |
| Sources, :                                       |                                                                          |         | |

Galerie

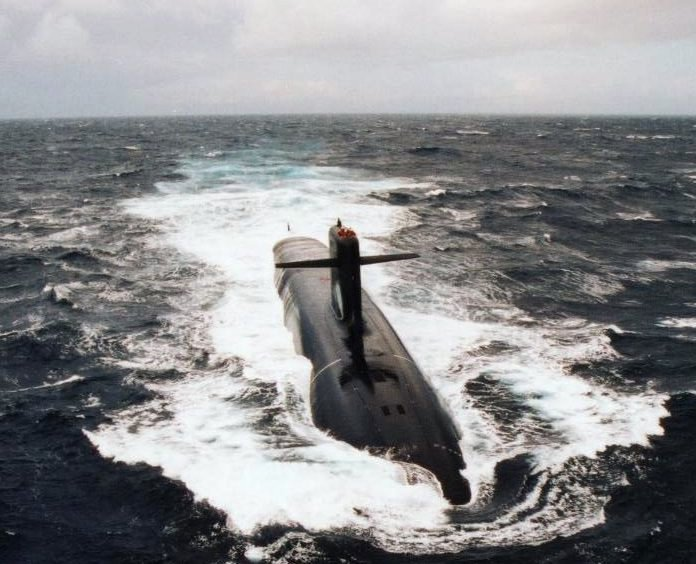
Le SNLE-NG Le Téméraire, de la Marine nationale française.
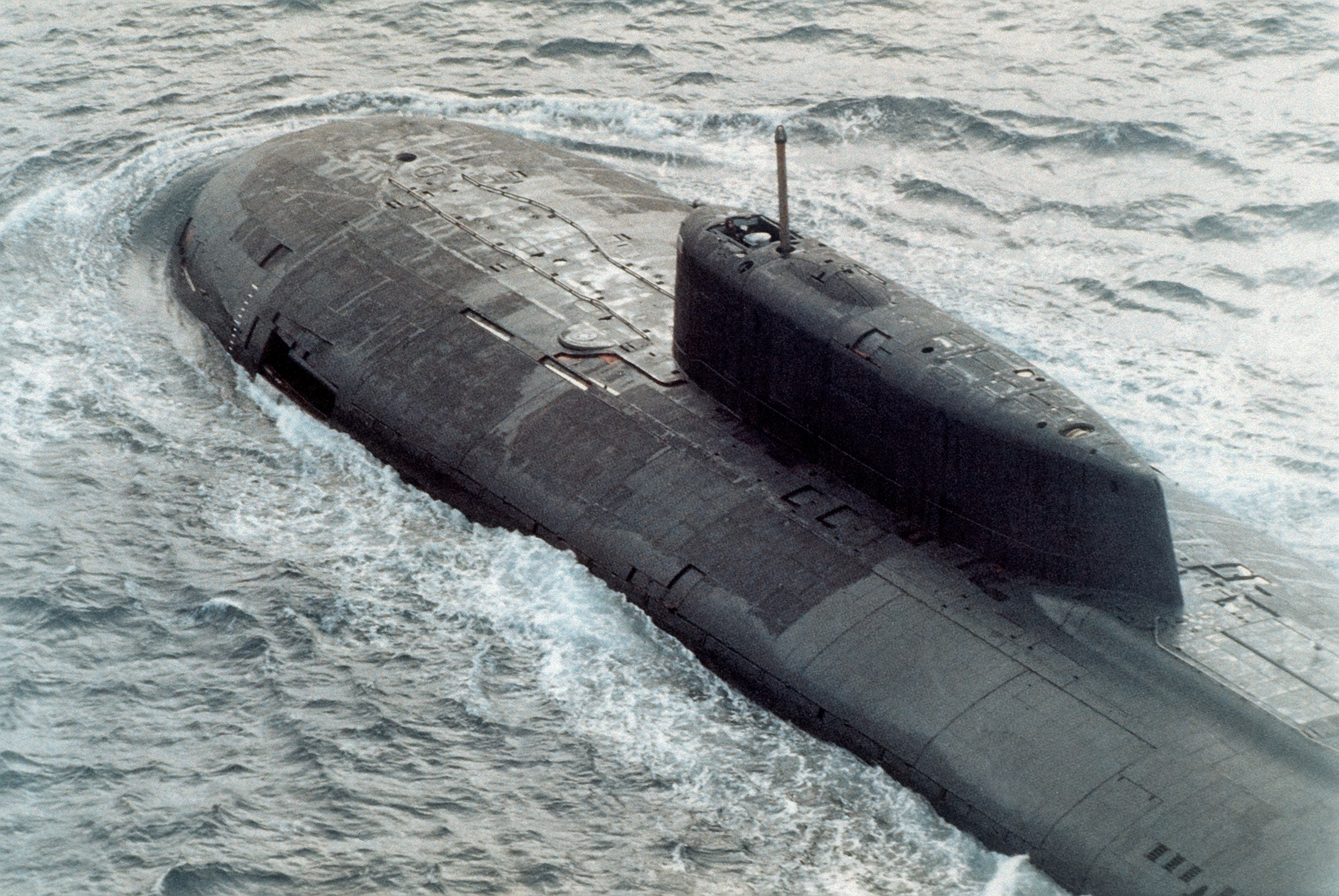
Sous-marin russe lanceur de missiles de croisière, de classe Oscar, en 1986.
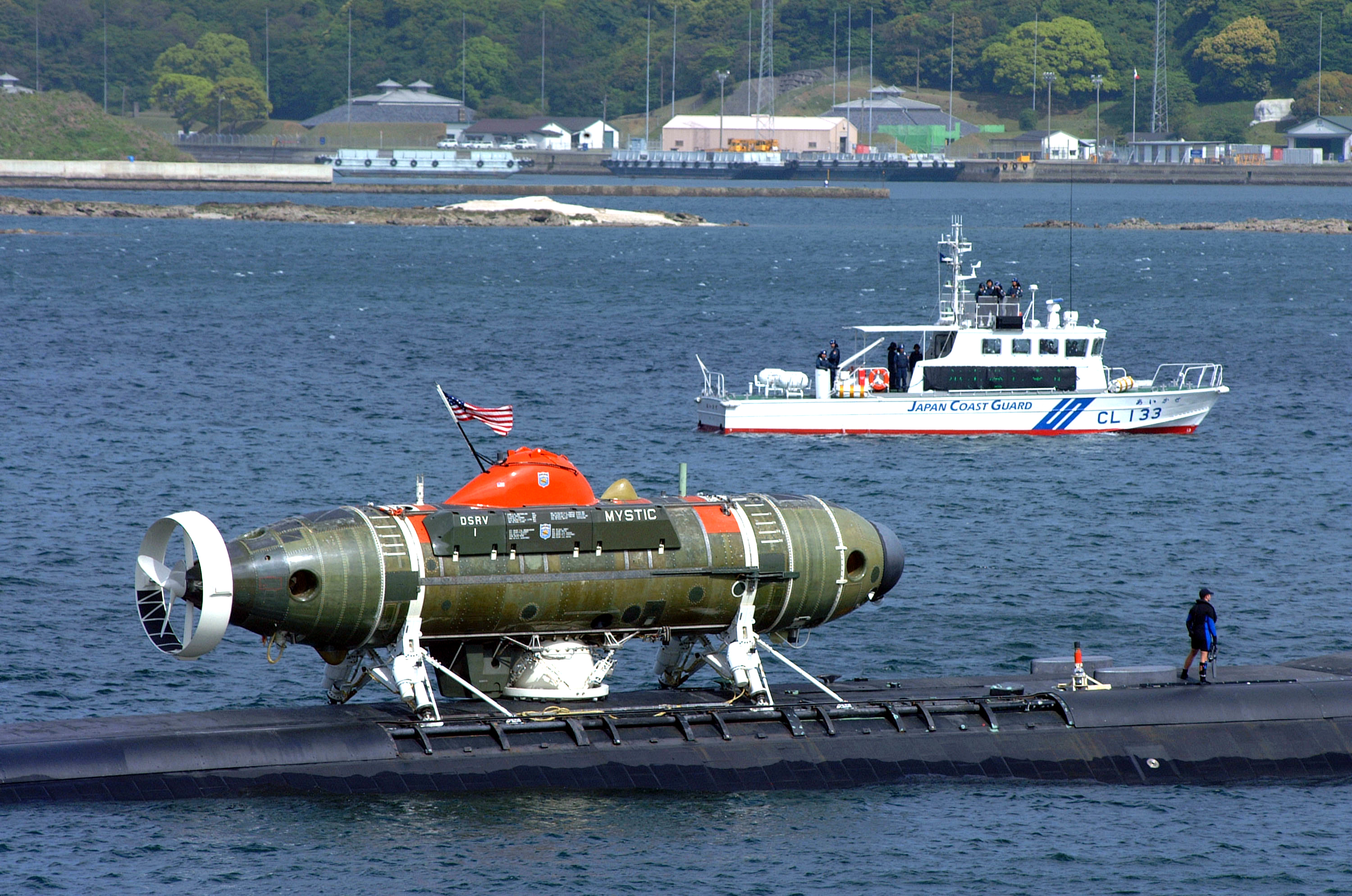
Le DSRV américain Mystic.
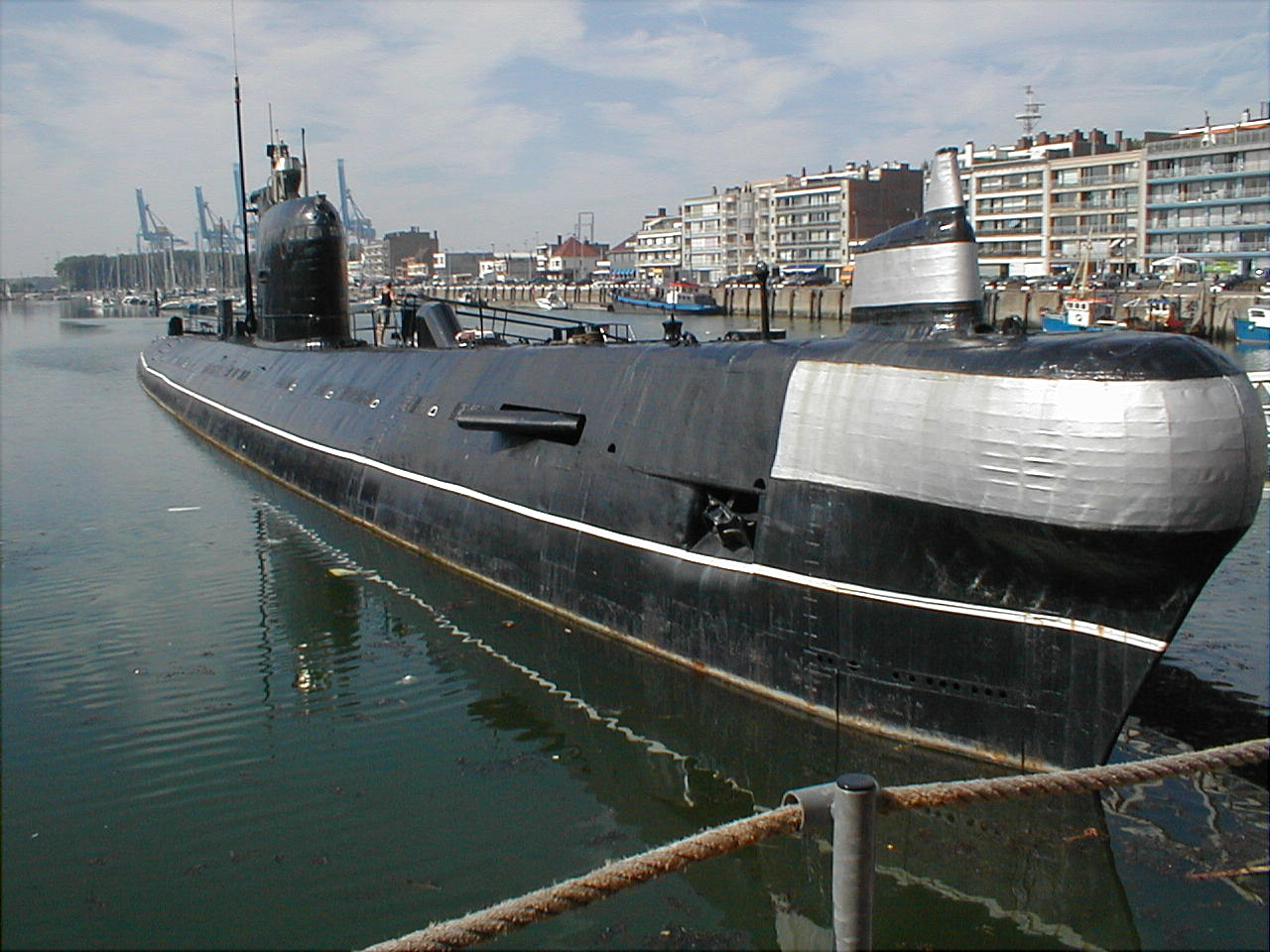
Sous-marin soviétique à propulsion classique no 480, classe Foxtrot à Zeebruges.

### Production d'énergie et propulsion

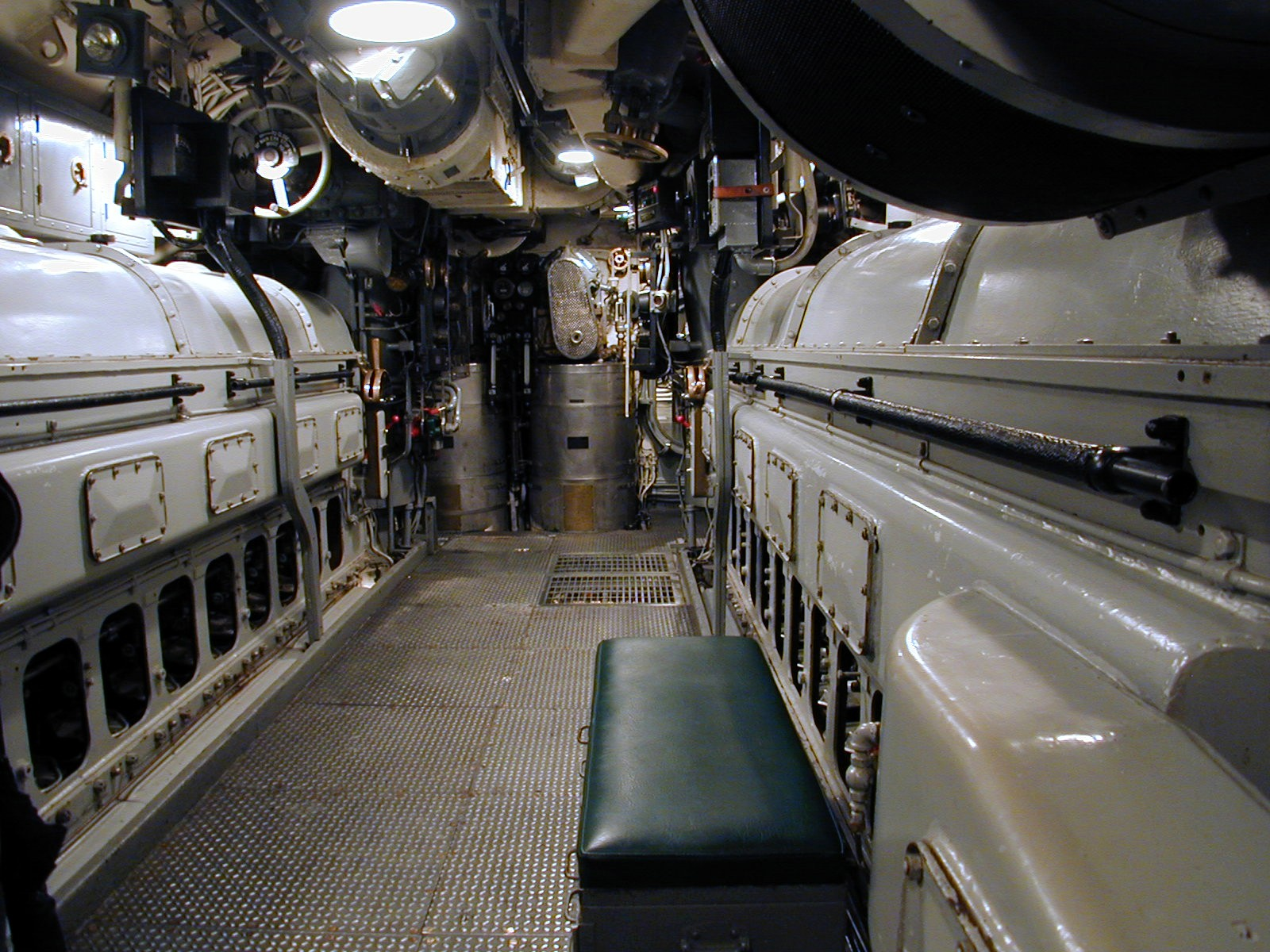
Les deux moteurs Diesel de l'USS Pampanito (SS-383), sous-marin américain de la Seconde Guerre mondiale.

Les sous-marins se distinguent selon leur système énergétique, avec d'une part les sous-marins à propulsion nucléaire, et d'autre part les sous-marins dits « classiques » ou « conventionnels. »
Les sous-marins nucléaires disposent d'un réacteur nucléaire dont la chaleur produit de la vapeur d'eau actionnant :
- des turbines couplées aux hélices de propulsion (propulsion à vapeur) ;
- des turbines couplées à des alternateurs alimentant en énergie électrique tout le bâtiment, et éventuellement des moteurs électriques de propulsion (propulsion électrique).

La « propulsion nucléaire » a fait son apparition dans les années 1950 avec le USS Nautilus ; elle est depuis massivement adoptée pour les sous-marins des grandes forces navales, ceux des États-Unis, de la Russie, de la France et du Royaume-Uni ; la Chine possède aussi quelques sous-marins nucléaires et l'Inde prévoit de s'en doter. L'utilisation de l'énergie nucléaire permet de rester plusieurs mois en immersion ; l'autonomie est limitée par les vivres et par la fatigue, ou le moral, de l'équipage.
Les sous-marins classiques possèdent une propulsion électrique. Cette énergie est fournie par des batteries rechargées par des moteurs Diesel en surface ou à l'immersion périscopique au schnorchel, dispositif assurant l'alimentation en air du moteur au moyen d'un tube hissable et l'évacuation à faible immersion des gaz d'échappement : l'autonomie en plongée (sans marche au schnorchel) est limitée par la vitesse (quelques heures à grande vitesse à quelques jours à vitesse très lente).
Certains pays (Suède, Allemagne et France notamment) ont conduit des recherches pour développer des sous-marins anaérobies, c'est-à-dire dont le moteur peut se passer d'oxygène. Ils peuvent utiliser une pile à combustible comme pour les récents type 212 allemands, ou des turbines à vapeur fonctionnant à l'éthanol comme sur le type Scorpène français destiné à l'exportation.

## Sous-marins dans les arts et la culture

### Filmographie
Il existe de nombreuses représentations artistiques des sous-marins, que ce soit au cinéma ou à la télévision.

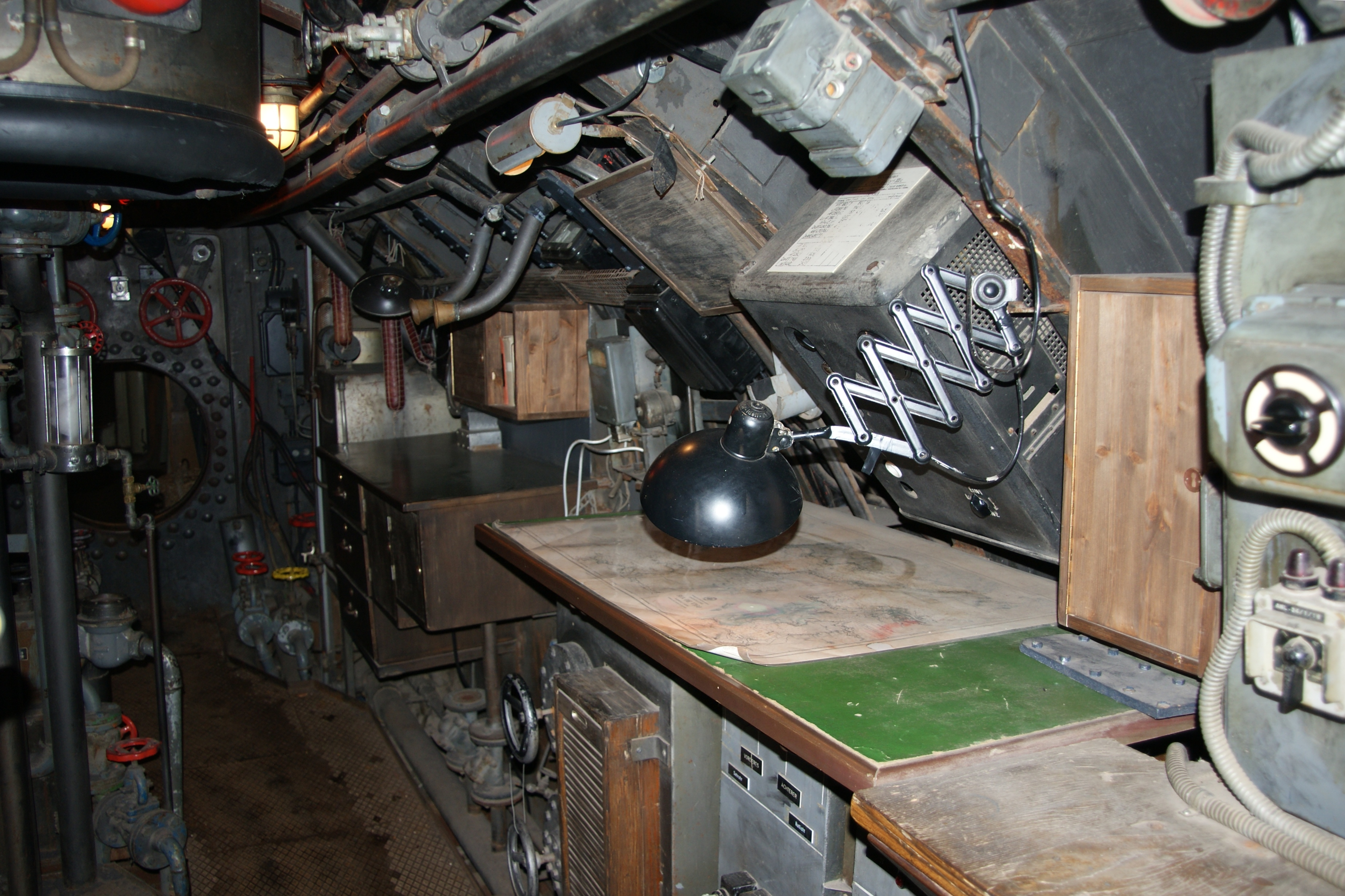
Le décor exigu et rempli d'équipements d'un film traitant d'un sous-marin (Das Boot, 1981).

Entre 1910 et 2010, quelque 150 films ont été réalisés, montrant des sous-marins. À peu près tous les thèmes sont abordés : histoires à peu près réalistes se déroulant durant une guerre historique ou scénarios purement fictifs voire fantastiques.

### Littérature

#### Roman
Le plus célèbre sous-marin reste le Nautilus du capitaine Nemo, héros de Vingt Mille Lieues sous les mers de Jules Verne.
Le Styx ou Le Bateau sont les titres français du roman Das Boot de Lothar-Günther Buchheim, édité en 1973.
Dans les techno-thrillers, le maître[non neutre] reste Tom Clancy qui a en particulier créé le sous-marin Octobre rouge dans le roman À la poursuite d'Octobre rouge, dérivé de la classe Typhoon et doté d'une propulsion quasi-indétectable par « chenille magnétique » (encore appelée « propulsion magnétohydrodynamique » ou MHD) sous une conduite d'eau qui parcourt toute la longueur du sous-marin. Mais il s'agit plutôt d'une exception, les autres sous-marins mis en scène comme l'USS Dallas (SSN-700) (dans les romans appartenant à la « Ryanverse ») ou l'USS Cheyenne (SSN-773) dans Code SSN, sont authentiques.
Un autre auteur de techno-thrillers, Patrick Robinson, créé toujours ses fictions dans le monde des sous-marins. Plusieurs d'entre eux sont fictifs : l'USS Shark dans Mutinerie sur le Shark ou le Xia III chinois dans USS Seawolf.
Le Thuata de Dannan de la série Full Metal Panic! utilise une sorte de propulsion MHD. Sa taille est plus proche d'un porte-avions que d'un sous-marin, il dispose de pistes de décollage, d'un atelier de maintenance d'avions et d'une intelligence artificielle globale.
Michael DiMercurio, ancien sous-marinier, a écrit de nombreux romans dont les récits se passent dans les submersibles et (pour ses récentes œuvres) dans le futur. Il a ainsi imaginé les sous-marins Destiny II et Destiny III (entièrement automatisés) japonais, le Kaliningrad russe ou encore le USS Devilfish (classe Piranha puis un autre : le SSNX). Il emploie également des sous-marins existants, comme les Los Angeles, les Seawolf ou les Virginia.
Le navire submersible de Margaret Cavendish, dans son roman de 1666, The Description of a New World, called The Blazing World (Le Monde glorieux, traduit par Line Cottegnies) est constitué d'or massif, tiré par des hommes-poissons.

#### Bande dessinée
Un sous-marin en forme de requin, inventé par le Professeur Tournesol, apparaît dans les bandes dessinées Le Trésor de Rackham le Rouge et Le Lac aux requins, d'Hergé.
Un tome de la bande dessinée Les Tuniques Bleues évoque l'utilisation d'un sous-marin lors de la guerre de Sécession.

### Jeux vidéo
Dans le jeu vidéo Subnautica, il est possible de construire dans un premier temps un petit sous-marin de poche, le Seamoth, puis dans un second temps un sous-marin beaucoup plus grand, le Cyclops, comportant une baie permettant d'arrimer le Seamoth. Dans Subnautica: Below Zero, le Seamoth et le Cyclops sont remplacés par l'Aquatracteur (Seatruck en anglais), un petit sous-marin pouvant tracter différents modules selon les besoins du joueur.
Dans le jeu vidéo Empire Earth et son extension, il est possible de construire des sous-marins dans les chantiers navals durant l'ère atomique – Grande Guerre (époque 10), le sous-marin U-boat pouvant être amélioré en Nautilus puis en Hammerhead, ils sont efficaces contre les cuirassés et les robots mais vulnérable aux frégates et aux hélicoptères Sea King. Il existe aussi des sous-marins nucléaires disponibles à partir de l'ère atomique – Moderne (époque 12), le sous-marin Trident pouvant être amélioré en Triton, attaquant les bâtiments et les unités terrestres avec un missile à très longue portée.
Dans le chapitre 4 du jeu vidéo Crimson Skies, à la fin de la mission, le boss final est un sous-marin capable de catapulter des avions.
Dans War Thunder lors de l'événement Silent Thunder.
World Of Warships, propose de jouer des sous-marins, principalement allemands, américains et anglais.
Grand Theft Auto V est le premier jeu de la série Grand Theft Auto permettant au joueur de piloter des sous-marins.

## Sous-marin à propulsion humaine
Les sous-marins à propulsion humaine sont des véhicules sous-marins essentiellement utilisés dans les programmes de recherche universitaire.

## Sources